# Liste der Baudenkmäler in Fladungen
Auf dieser Seite sind die Baudenkmäler in der unterfränkischen Stadt Fladungen zusammengestellt. Diese Tabelle ist eine Teilliste der Liste der Baudenkmäler in Bayern. Grundlage ist die Bayerische Denkmalliste, die auf Basis des Bayerischen Denkmalschutzgesetzes vom 1. Oktober 1973 erstmals erstellt wurde und seither durch das Bayerische Landesamt für Denkmalpflege geführt wird. Die folgenden Angaben ersetzen nicht die rechtsverbindliche Auskunft der Denkmalschutzbehörde.

## Ensembles

### Altstadt Fladungen

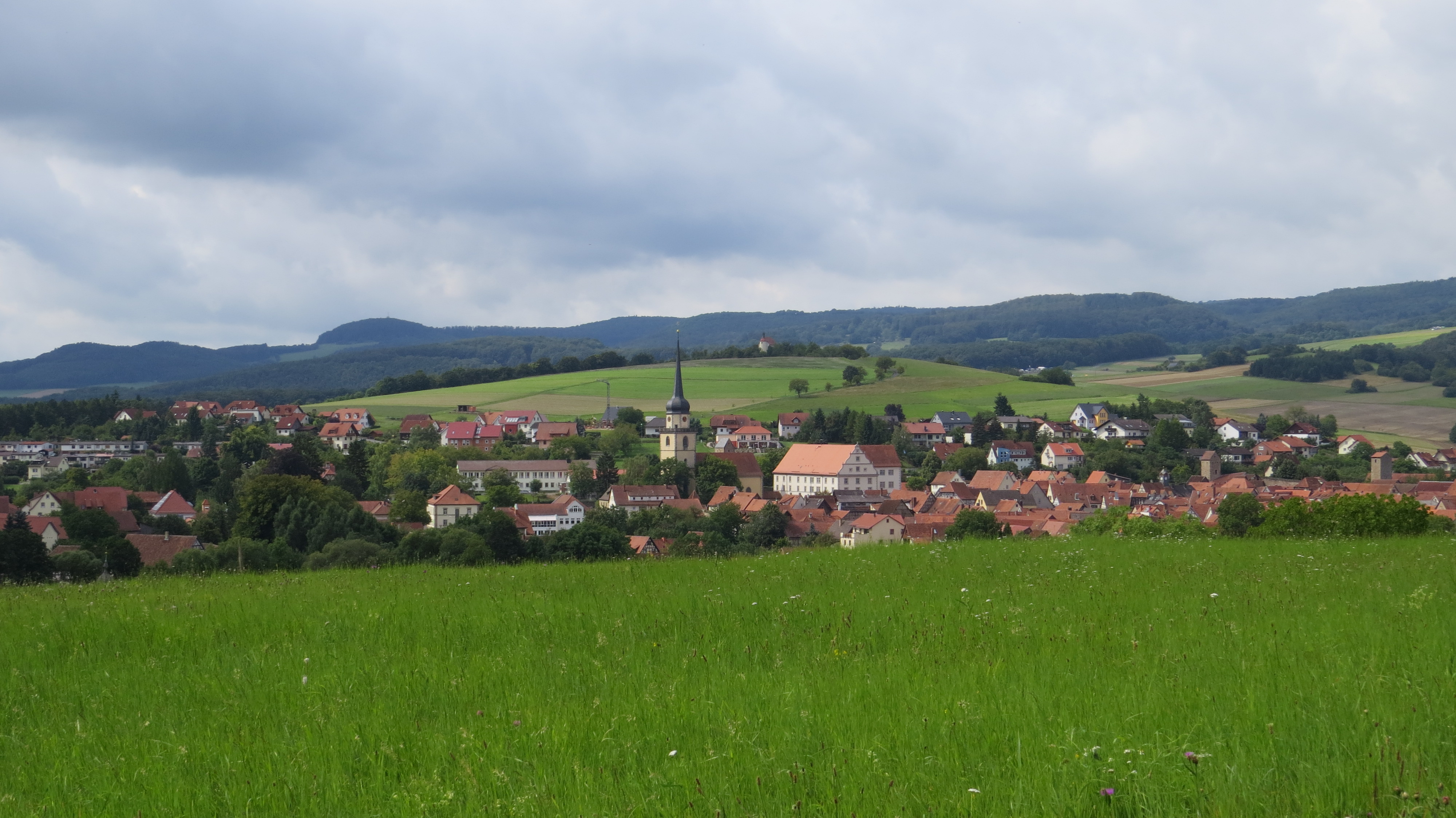
Fladungen von Osten

Das 787 urkundlich erstmals erwähnte Fladungen erhielt 1335 Stadtrechte, woraufhin der Ort in etwa quadratischem Umriss befestigt wurde. In dem Ackerbürger- und Handwerkerstädtchen herrscht die landwirtschaftliche Komponente vor, weswegen dem Ortsgrundriss gewisse städtische Züge fehlen. Anstelle eines eigenen Marktplatzes nimmt die Mitte ein ausgedehnter, rautenförmiger Häuserblock ein. Die zwei um ihn herum geführten Straßen verbinden das obere mit dem unteren Stadttor. Die Nebengassen haben den Charakter dörflicher Verbindungswege. Ein Stadtbach durchzieht den Ort von Westen nach Osten, der ursprünglich die Mühlen der Handwerker betrieb. Während das innerörtliche Gefüge Ende des 16. Jahrhunderts geschaffen wurde, ist der bauliche Bestand aufgrund des Stadtbrandes 1635 von Fachwerkhäusern des 17./18. Jahrhundert geprägt. Auf schmalen, tiefen Grundstücken sind kleine Ackerbürgerhöfe nebeneinander gereiht, deren Wohnhäuser teils trauf-, teils giebelseitig gestellt sind. Die Satteldachhäuser, durchweg in Fachwerkbauweise und oft verputzt, zeichnen sich durch klar gegliederte, rhythmisierte Fassaden aus, die teilweise besondere Schmuckformen an ihren Eckständern, die sogenannten Schreckköpfe, aufweisen. Im Gegensatz zur Kleinteiligkeit der Stadtstruktur stehen die am südöstlichen Ortsrand einen monumentalen Bezirk bildenden Bauten des ehemaligen Würzburger Amtshauses des Amtes Fladungen und der Pfarrkirche. Das ehemalige Würzburger Amtshaus, entstanden unter Fürstbischof Julius Echter von Mespelbrunn, besteht aus zwei rechtwinklig zusammenstoßenden Flügeln, die einen Platzraum umgrenzen. Unmittelbar dahinter, im eigenen Kirchhofbezirk, befindet sich die Stadtpfarrkirche. Umgrenzung: Stadtmauer. Aktennummer E-6-73-123-1.

## Stadtbefestigung Fladungen
Die Stadtbefestigung wurde um 1335 begonnen. Die Mauer ist vollständig, von den ihr einst aufgesetzten 16 Reitertürmchen sind drei erhalten.
Die vier Wehrtürme sind:
- im Nordwesten Vexierturm, ein Rundturm, mit Welscher Haube von 1601
- an der Westseite bei der Mühle Thürnersturm, auf quadratischem Grundriss
- an der Südseite Jakobturm, quadratischer Grundriss
- an der Südseite bei der Stadtpfarrkirche Pulverturm, quadratischer Grundriss, 1595 erhöht

Aktennummer: D-6-73-123-1.  Bilder.
Stadtmauerverlauf vom Maulaffenturm bis zum Durchbruch bei der Unteren Pforte.

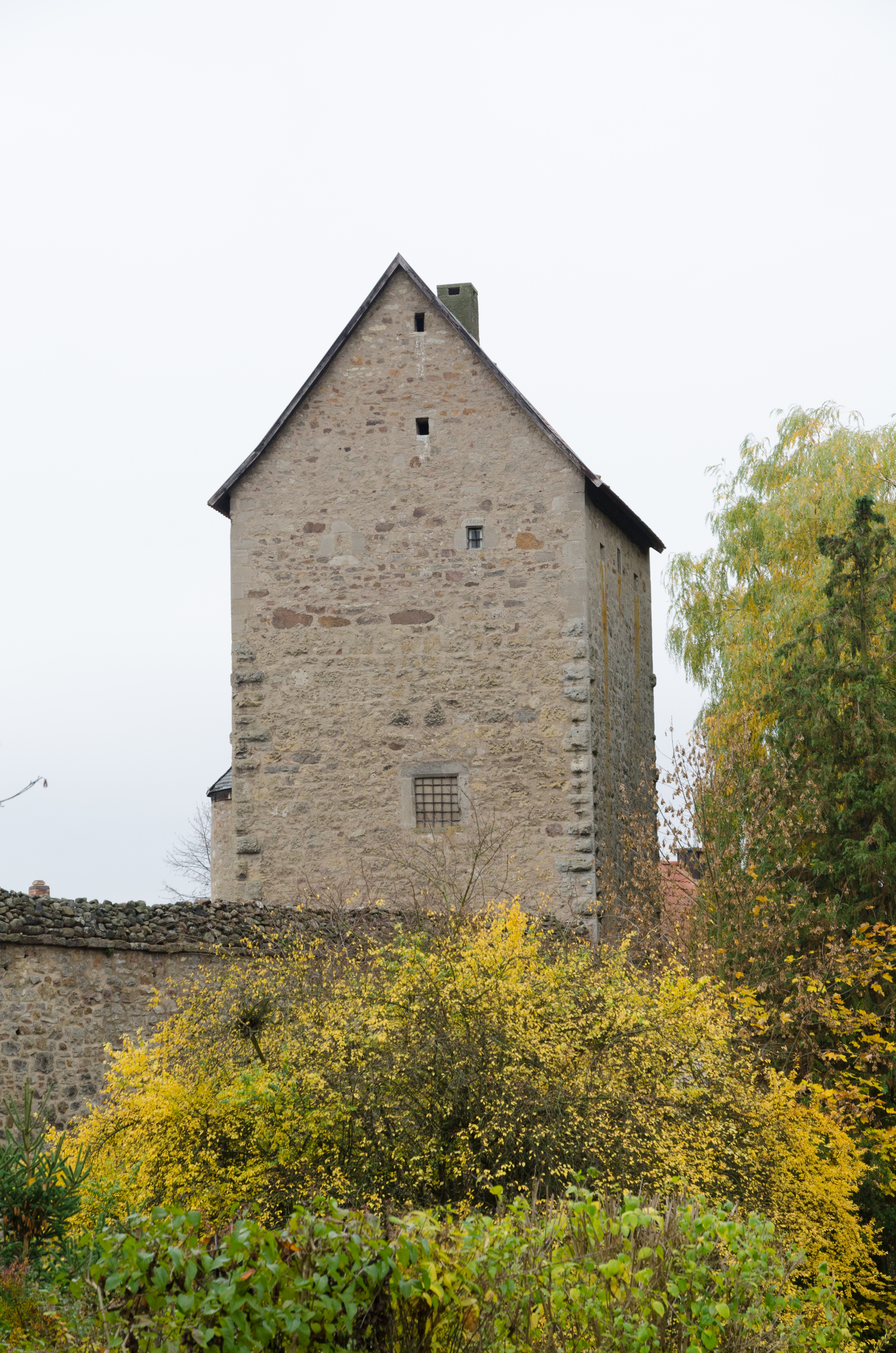
Maulaffenturm, Feldseite
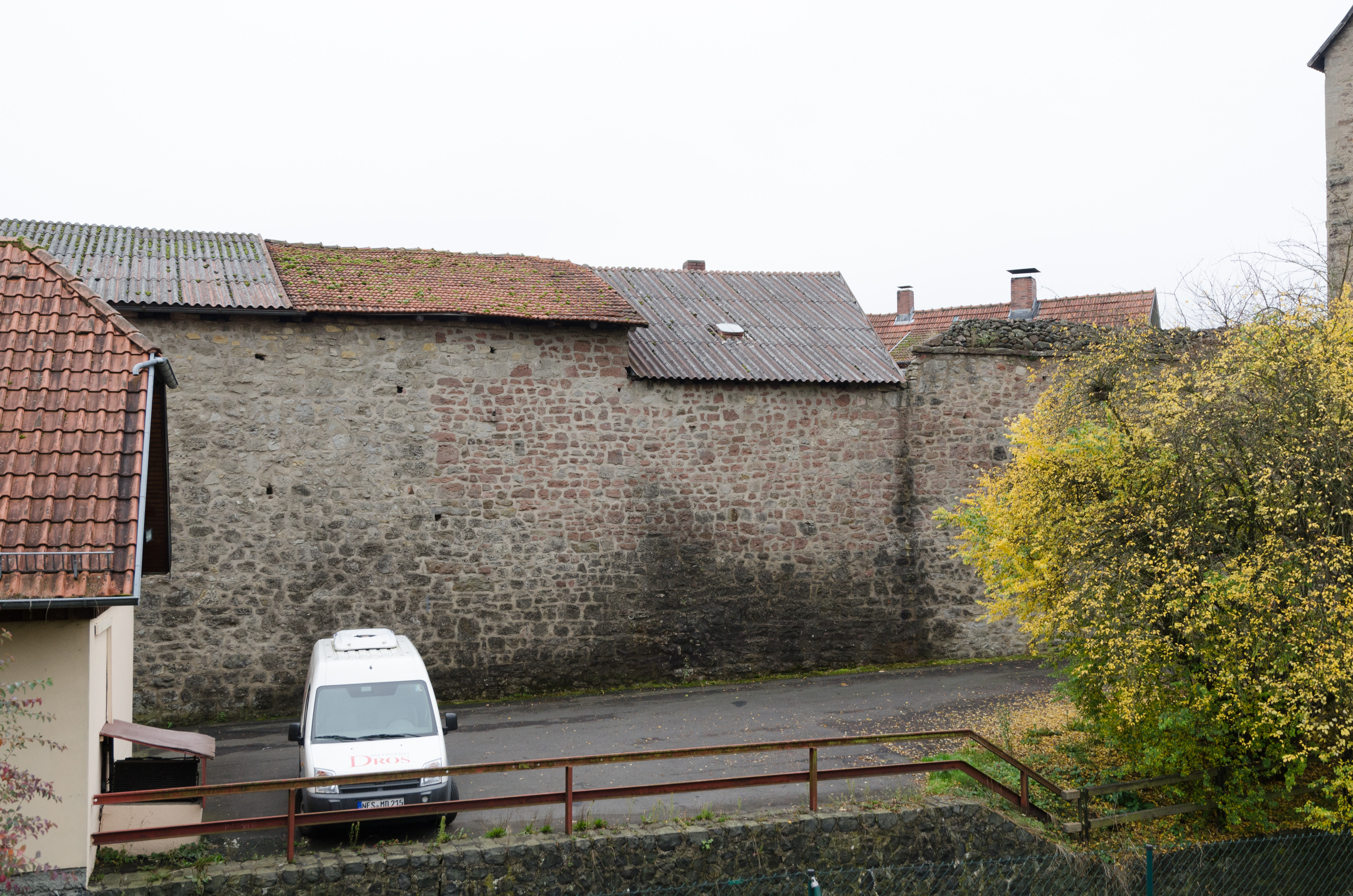
Mauer bei Dr.-Höffling-Straße
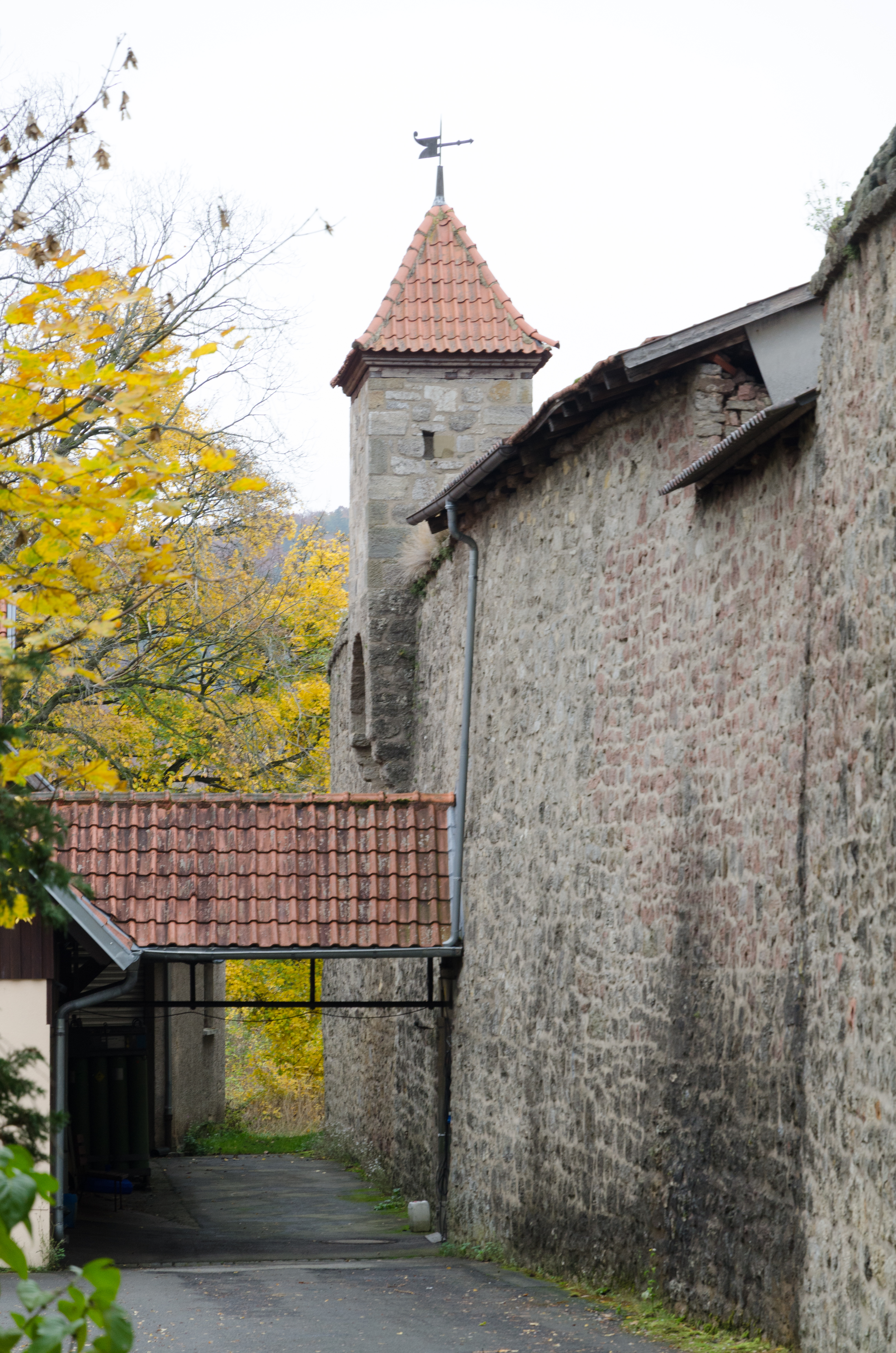
Mauer bei Dr.-Höffling-Straße
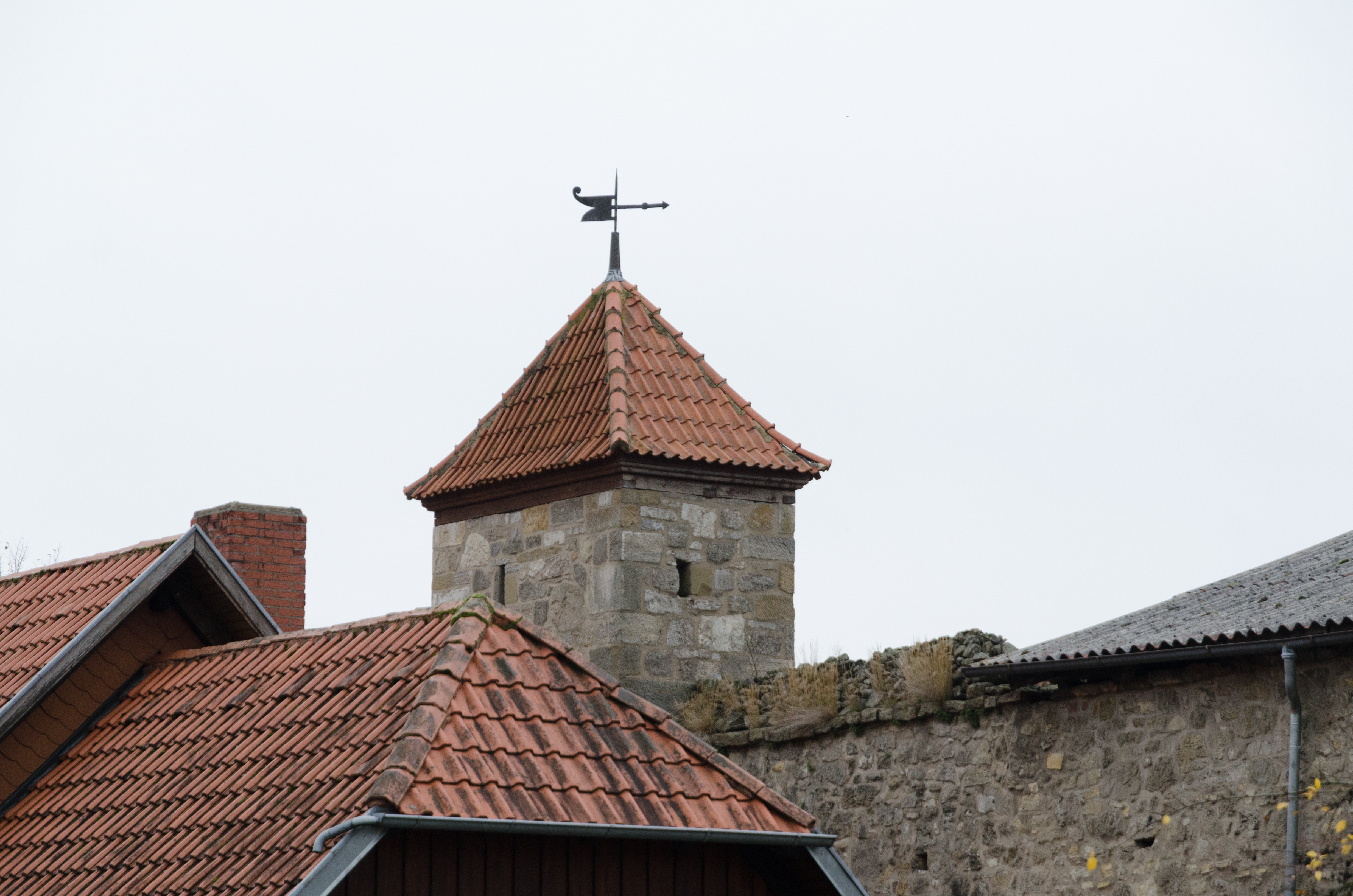
Reiterturm
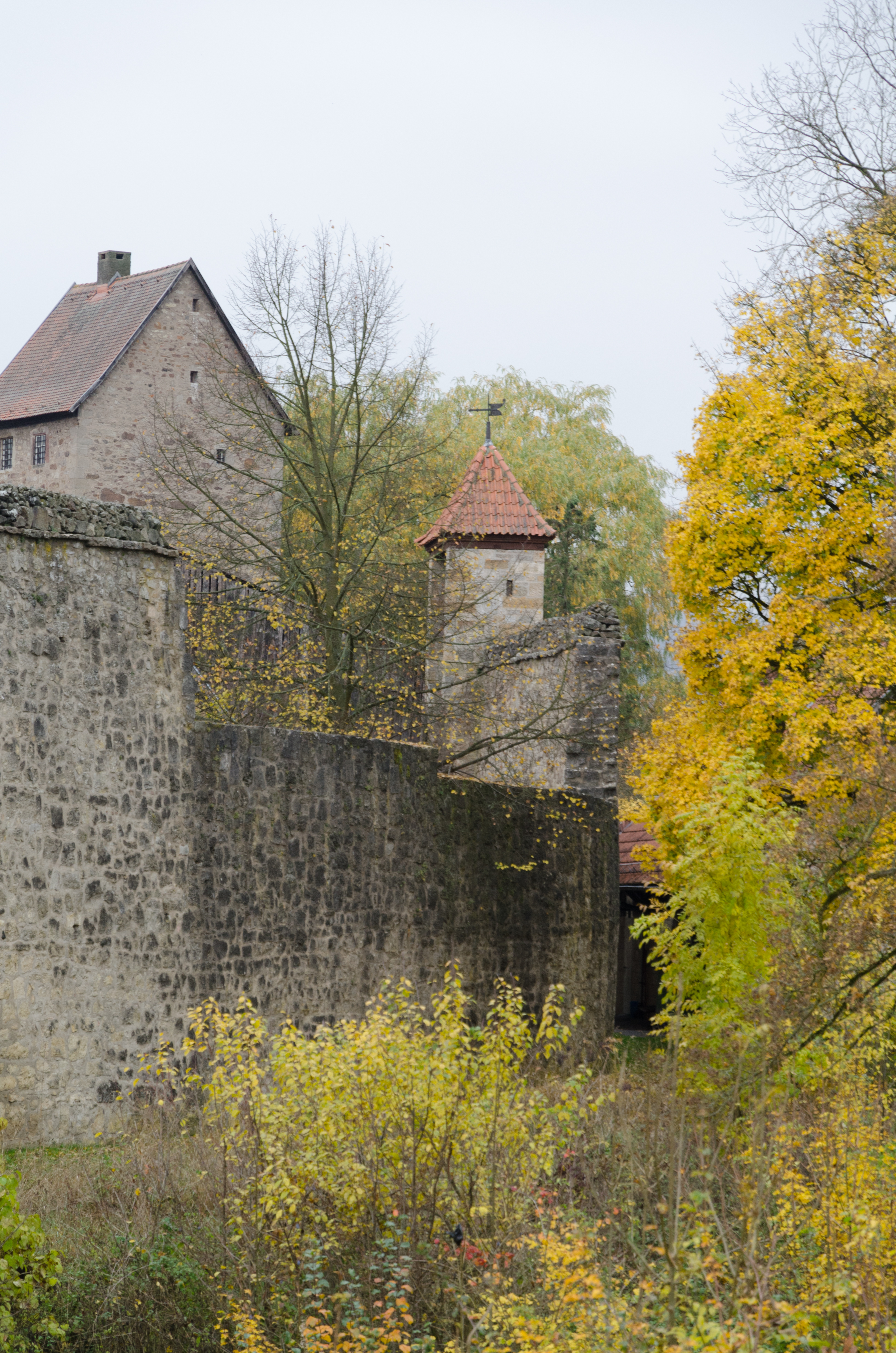
Mauer bei Dr.-Höffling-Straße
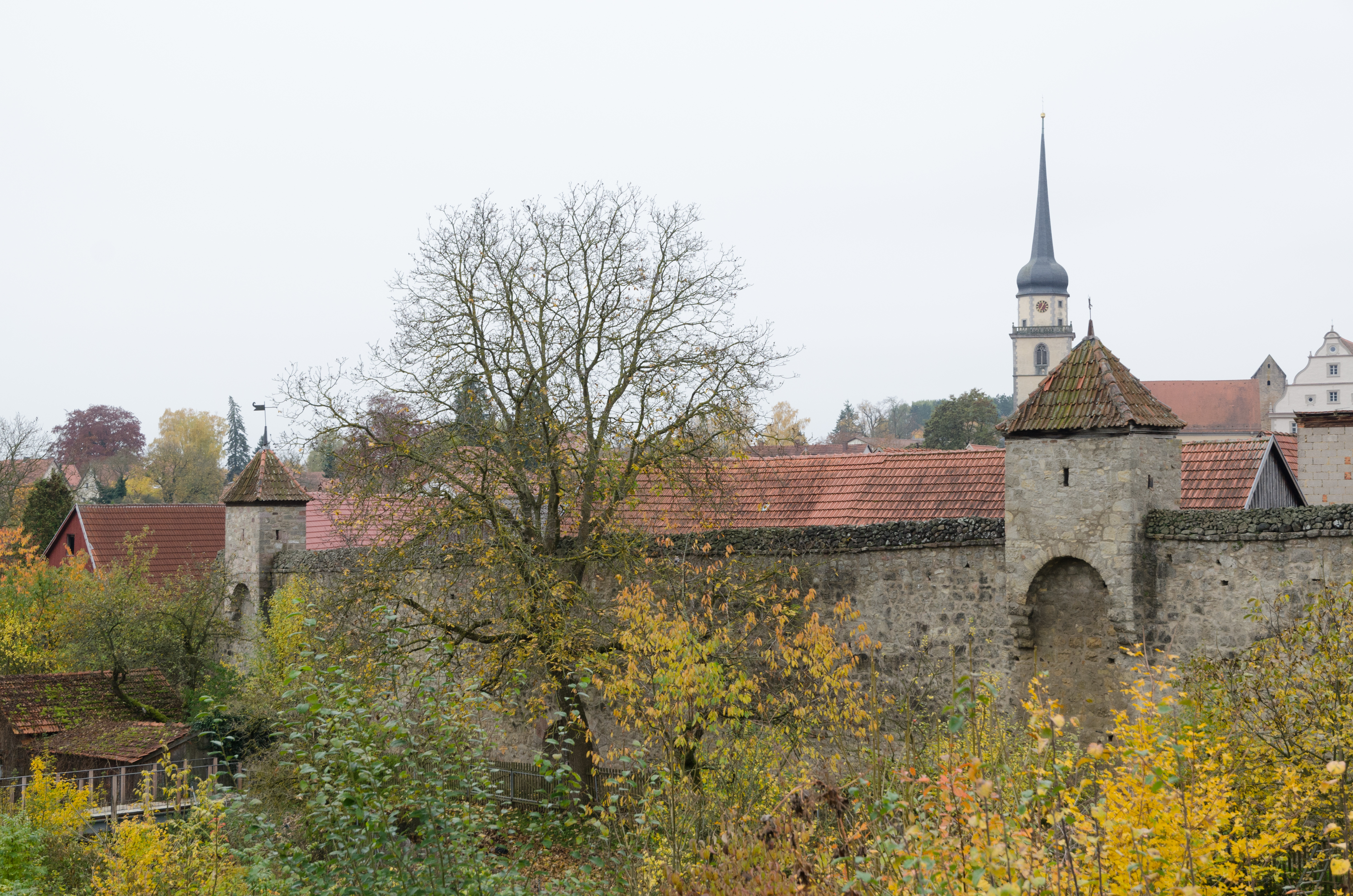
Mauer bei Badergasse
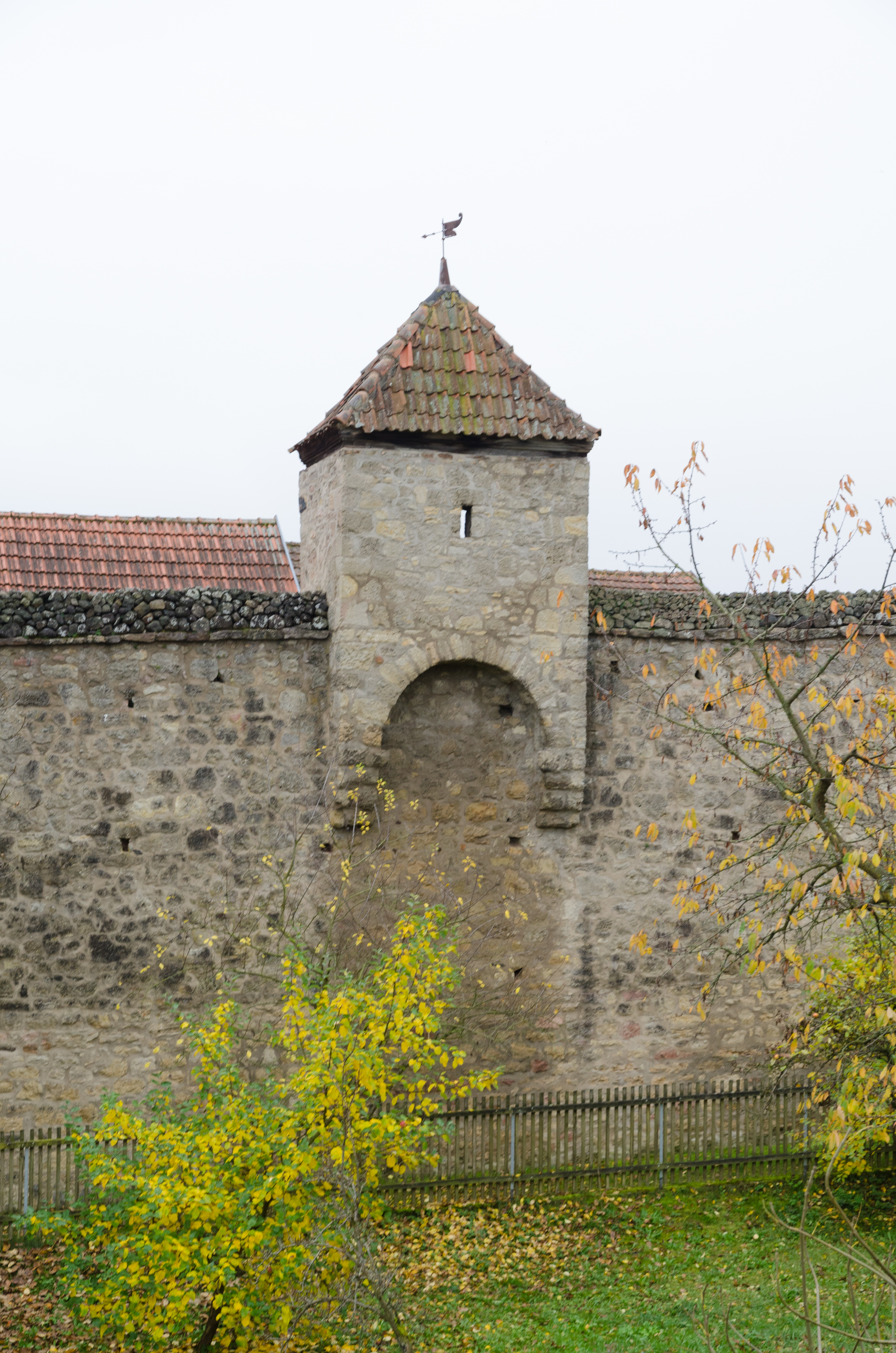
Reiterturm
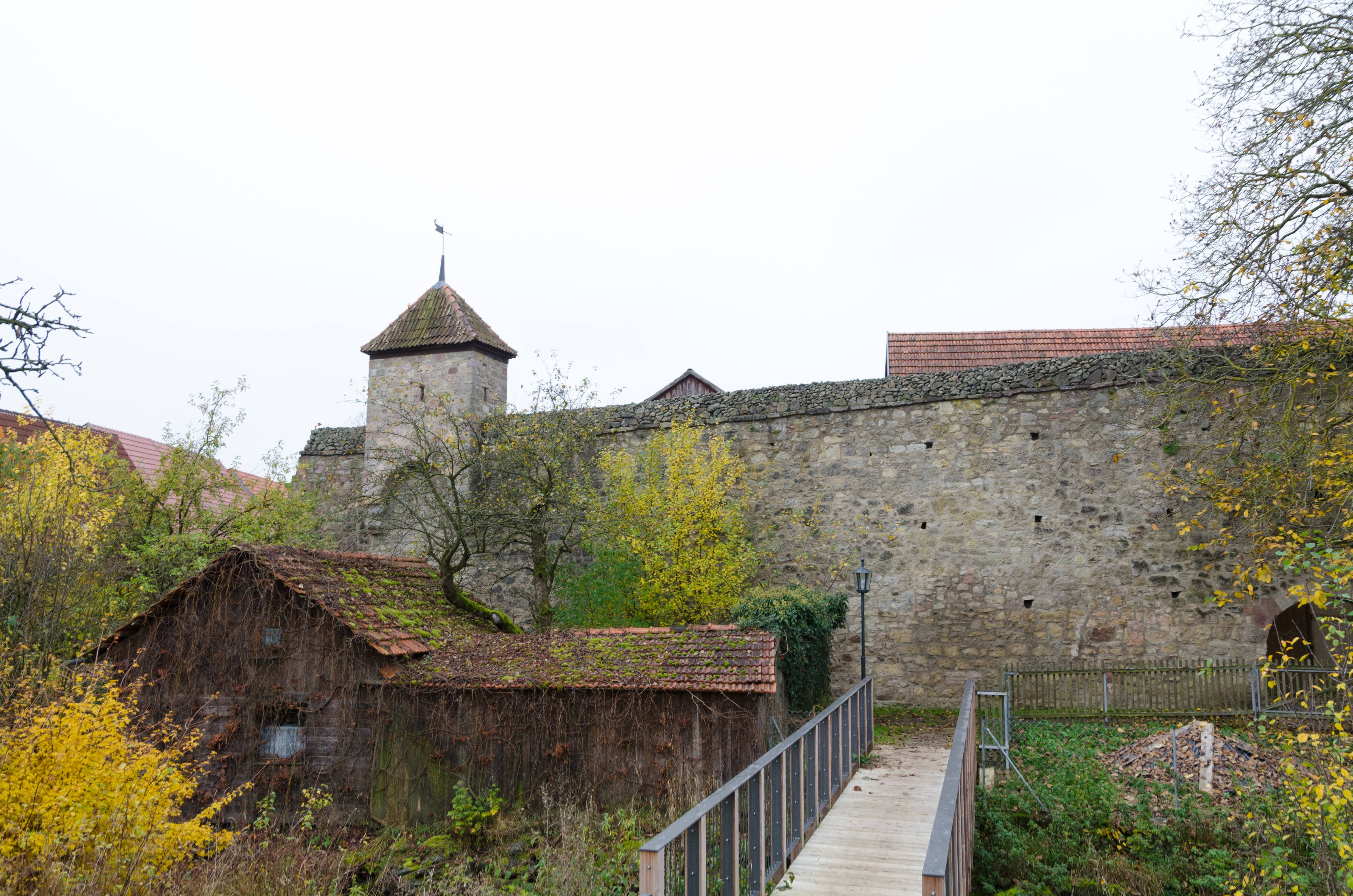
Mauer bei Badergasse
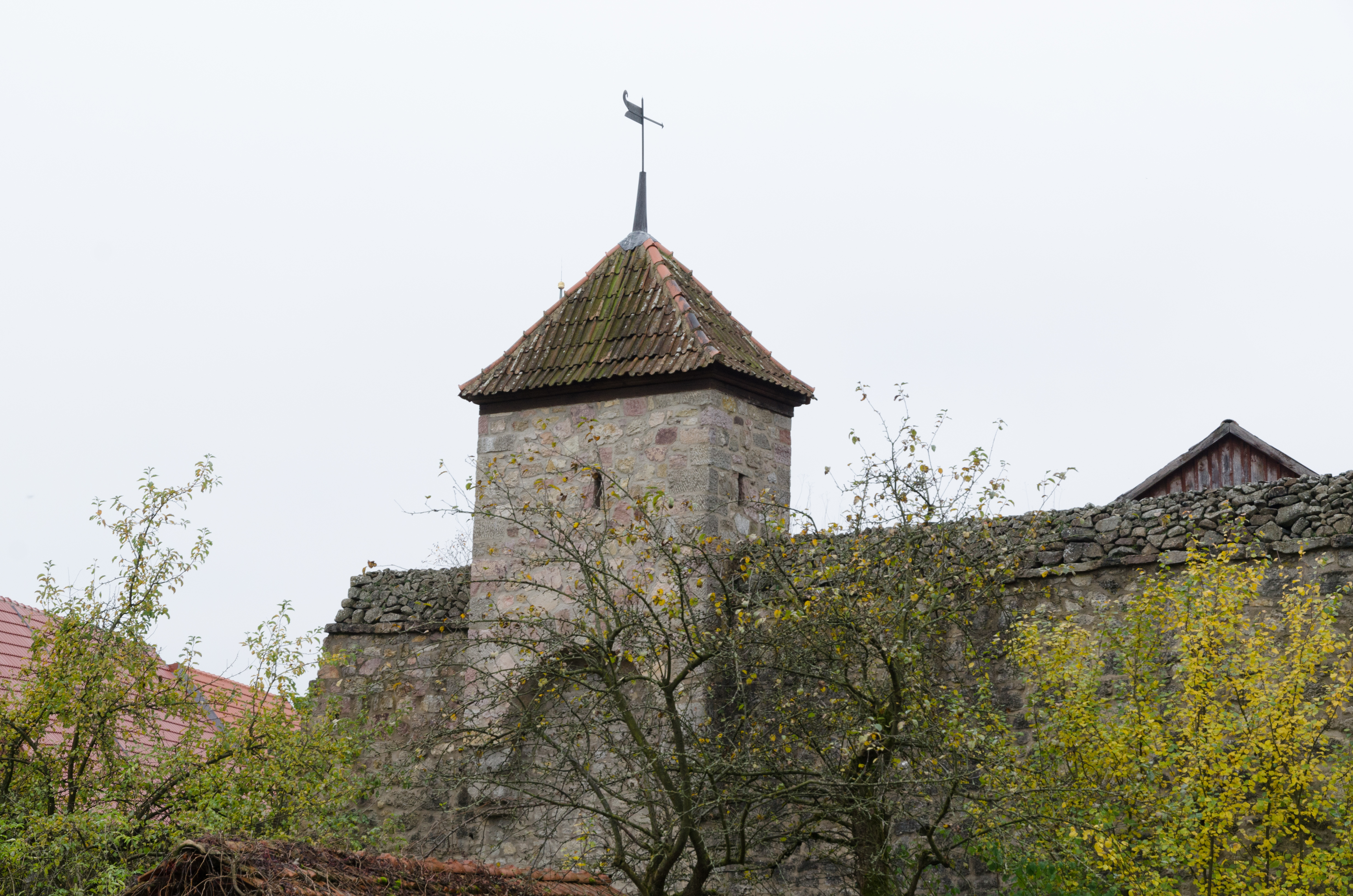
Reiterturm
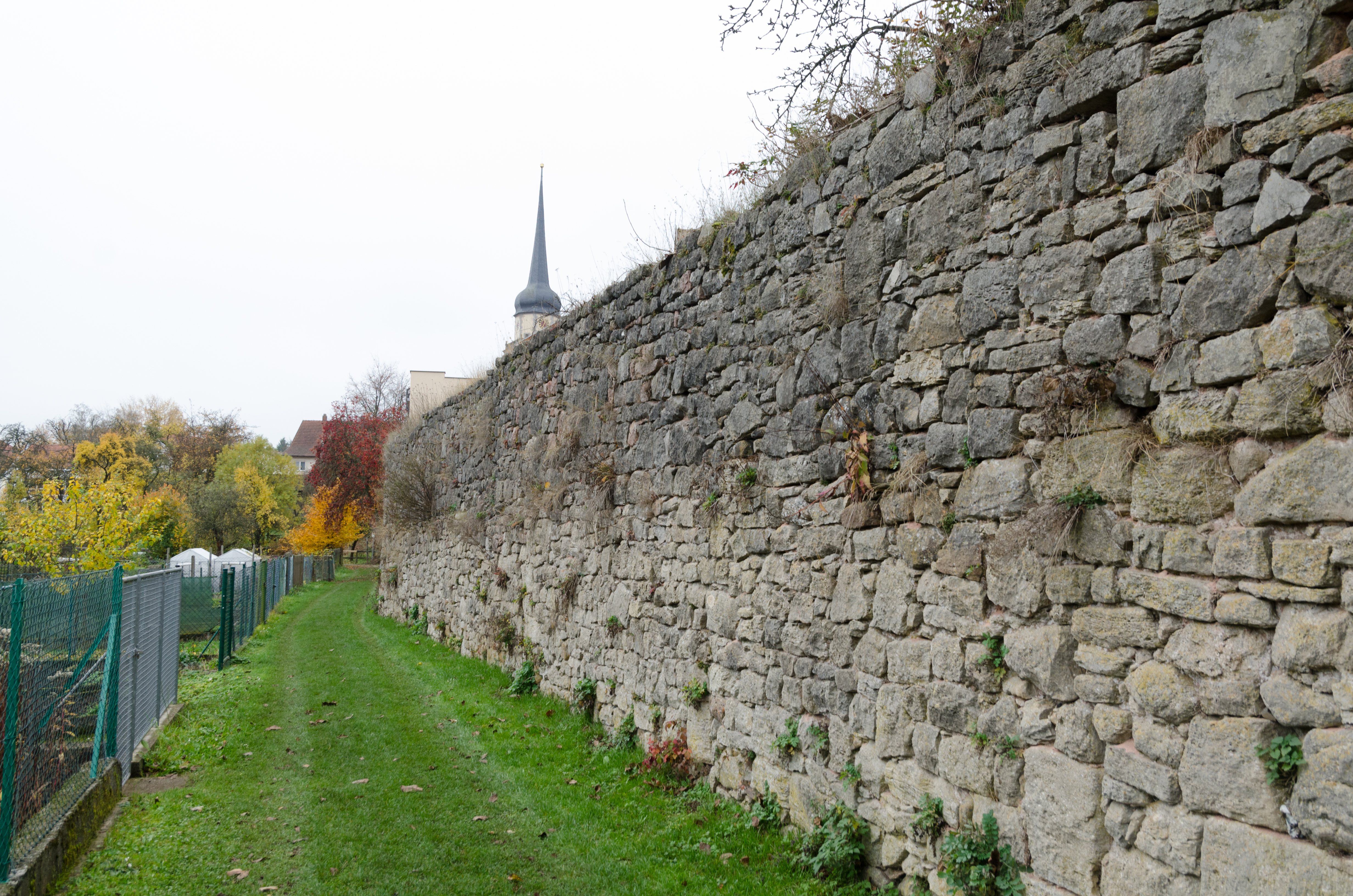
Mauer bei Badergasse

Stadtmauerverlauf vom Maulaffenturm vom Durchbruch bei der Unteren Pforte zur Bahnhofstraße.

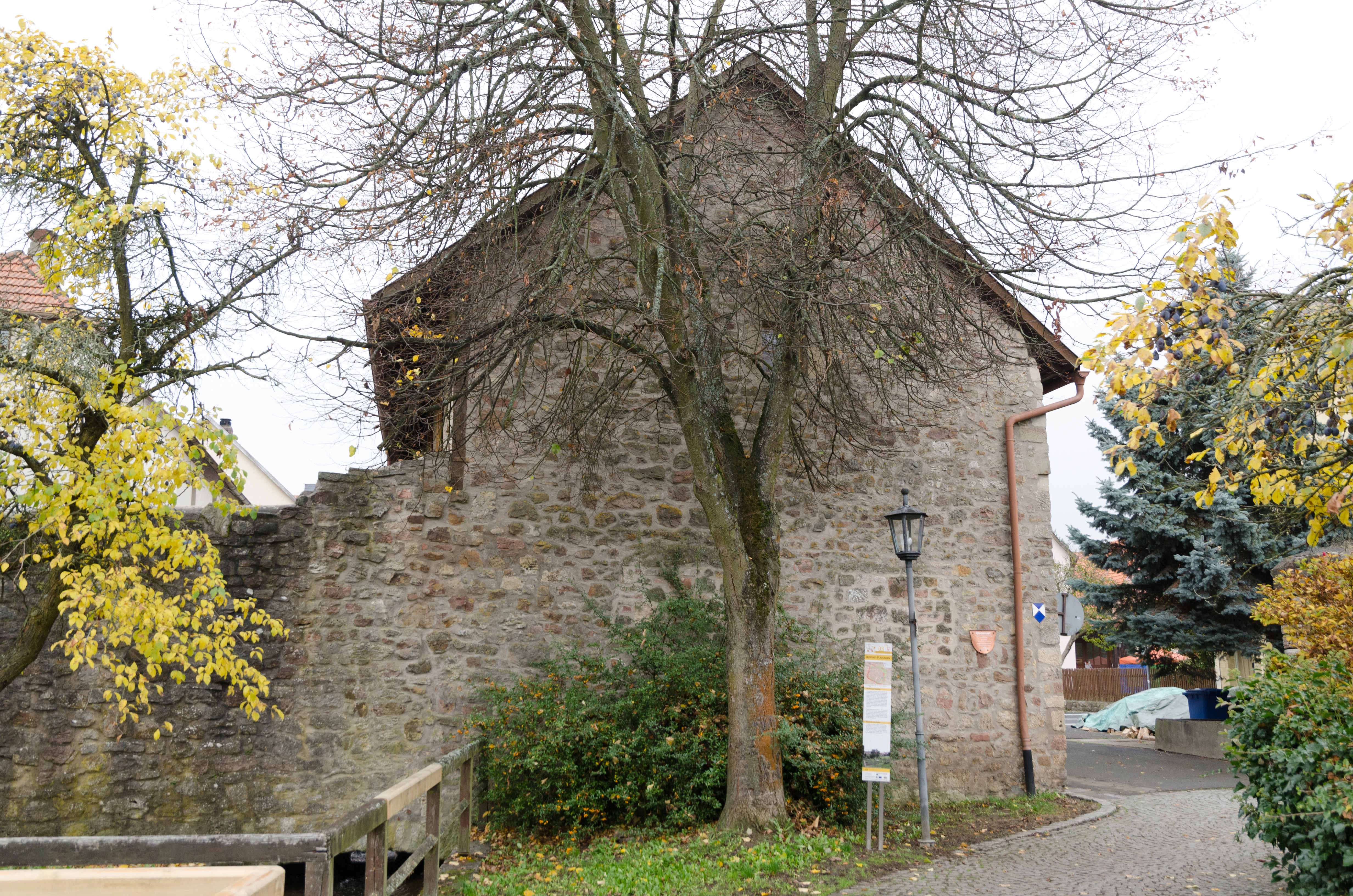
Mauer bei Badergasse
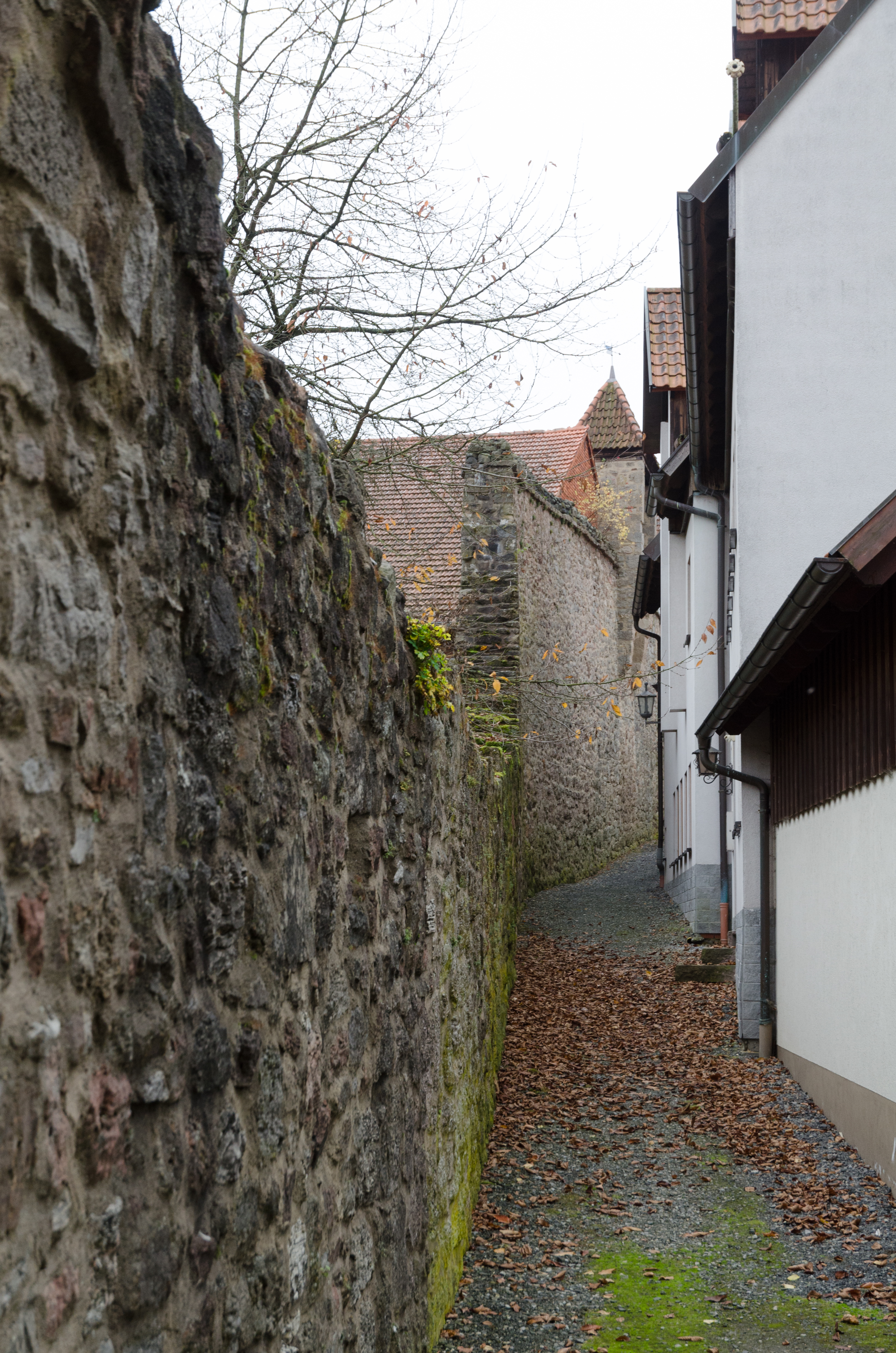
Mauer bei Badergasse
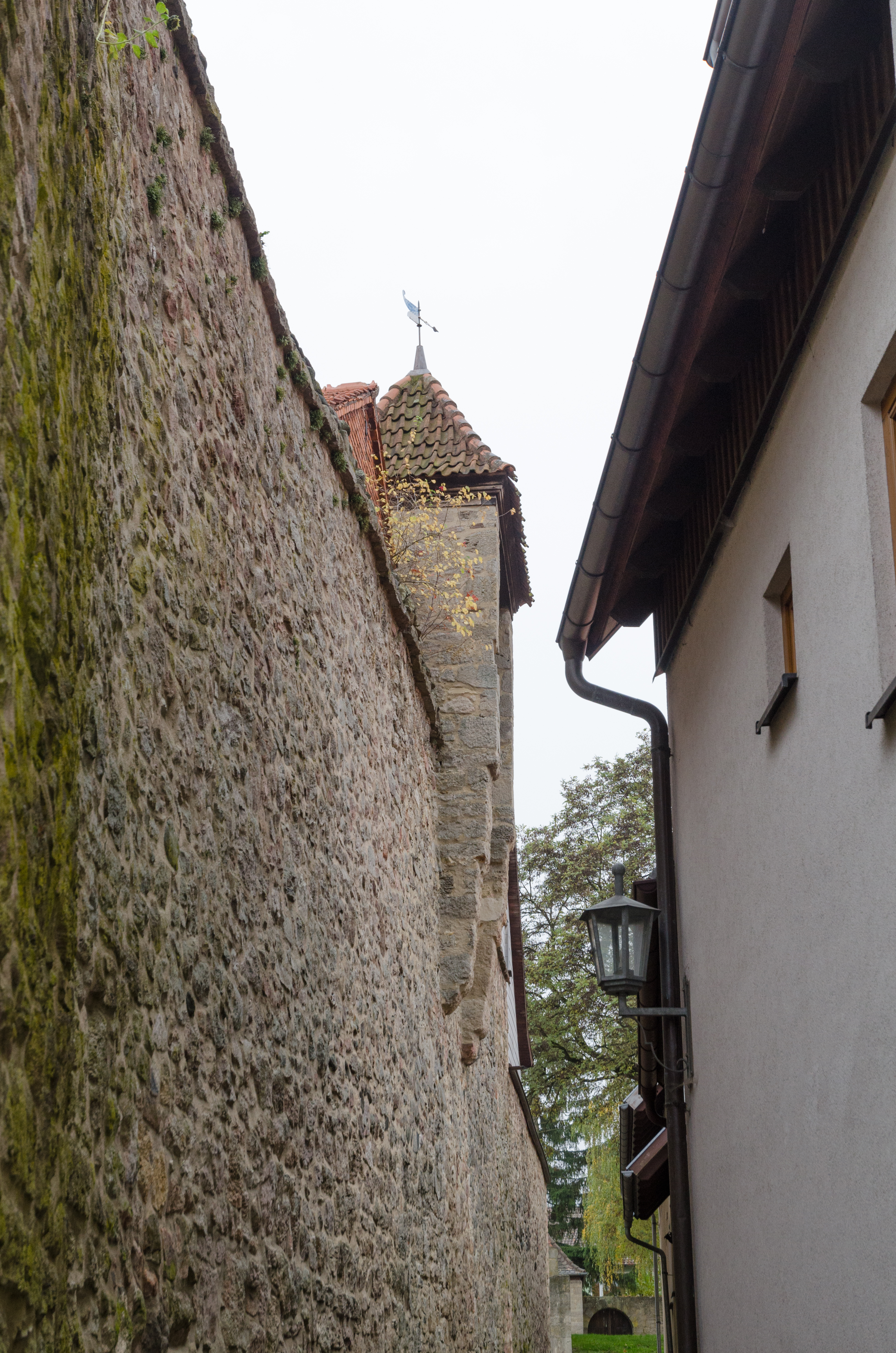
Reiterturm

Stadtmauerverlauf vom St. Kilian bis zur Ludwigstraße.

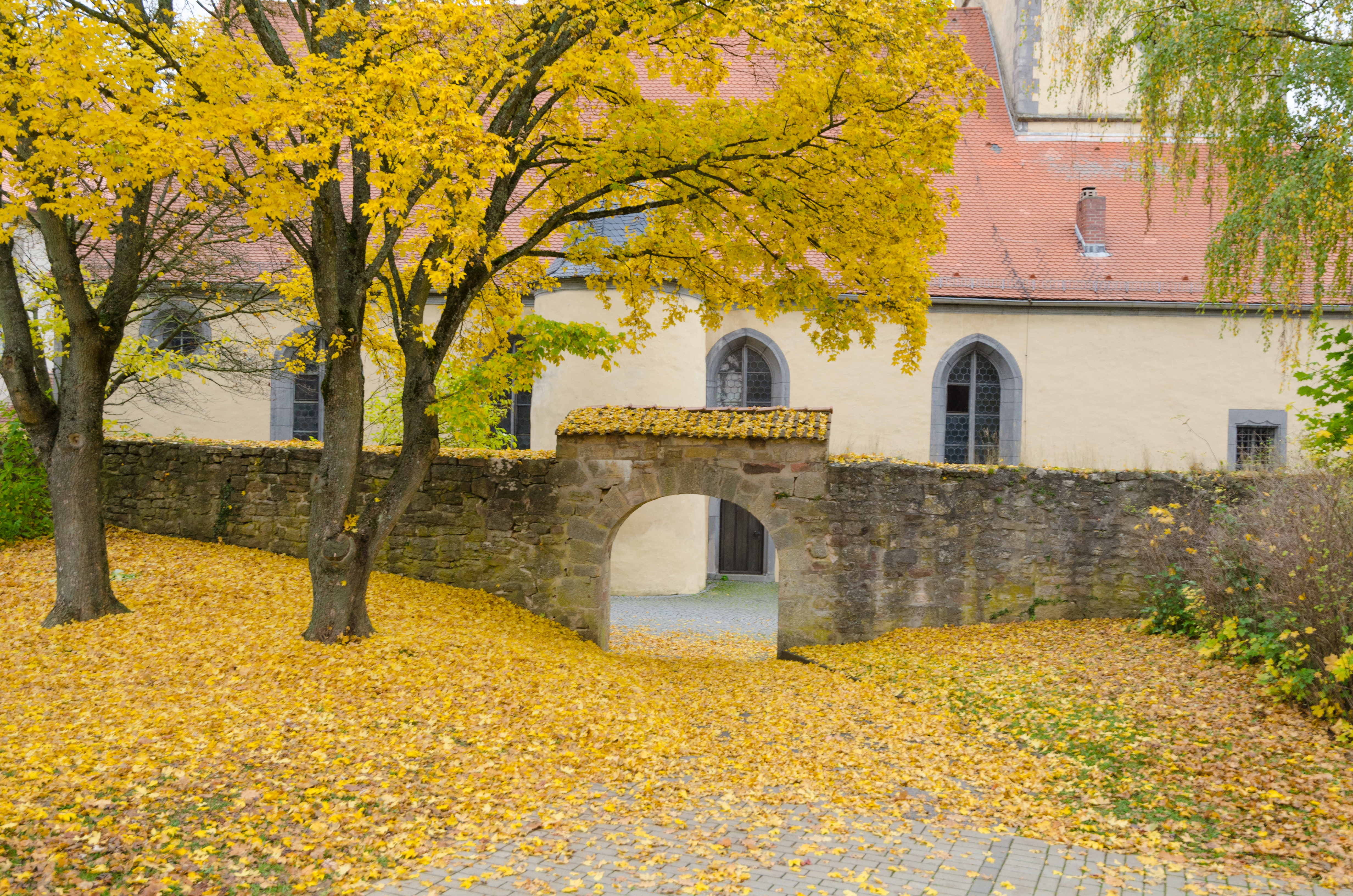
Torbogen
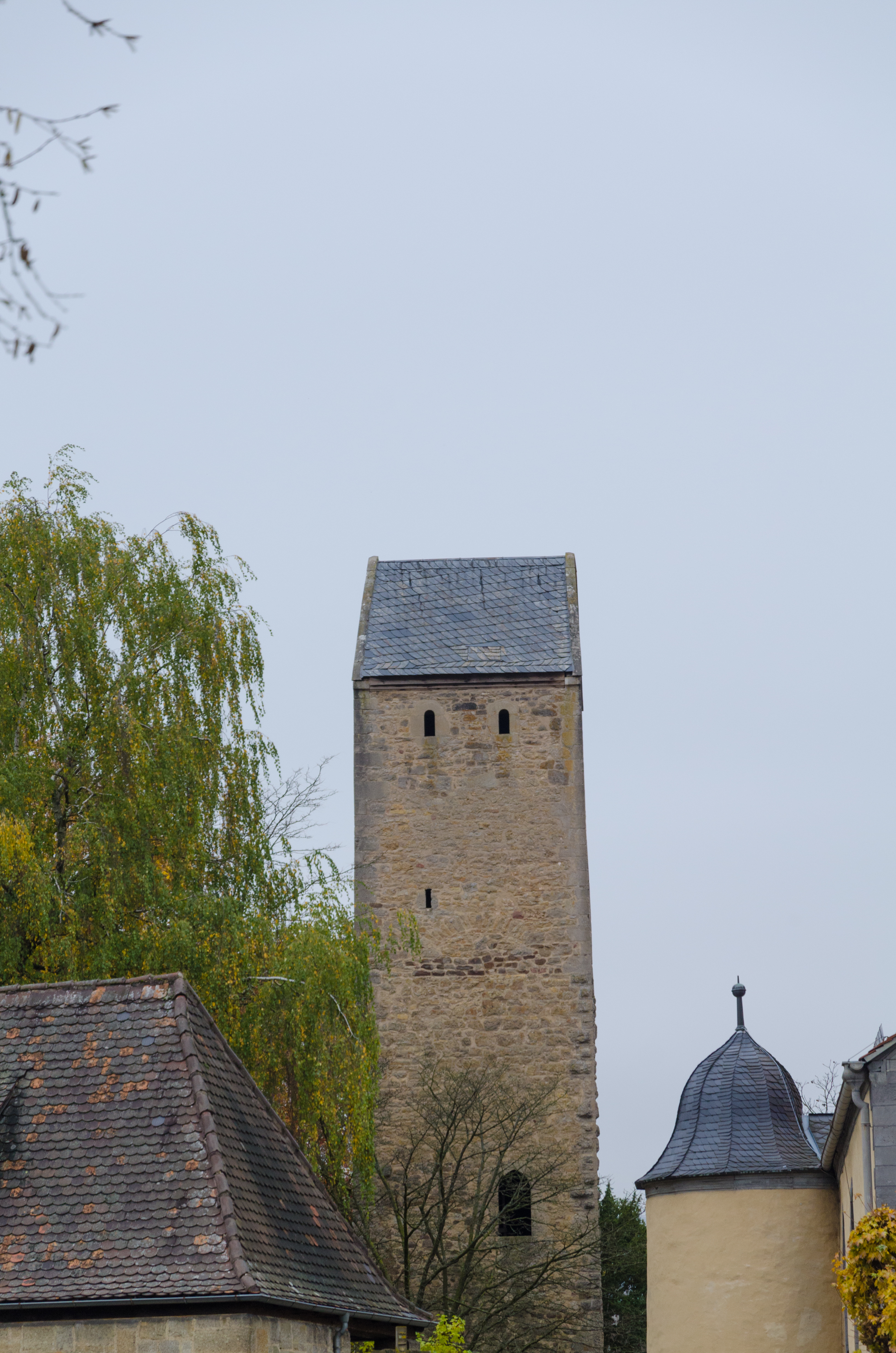
Pulverturm
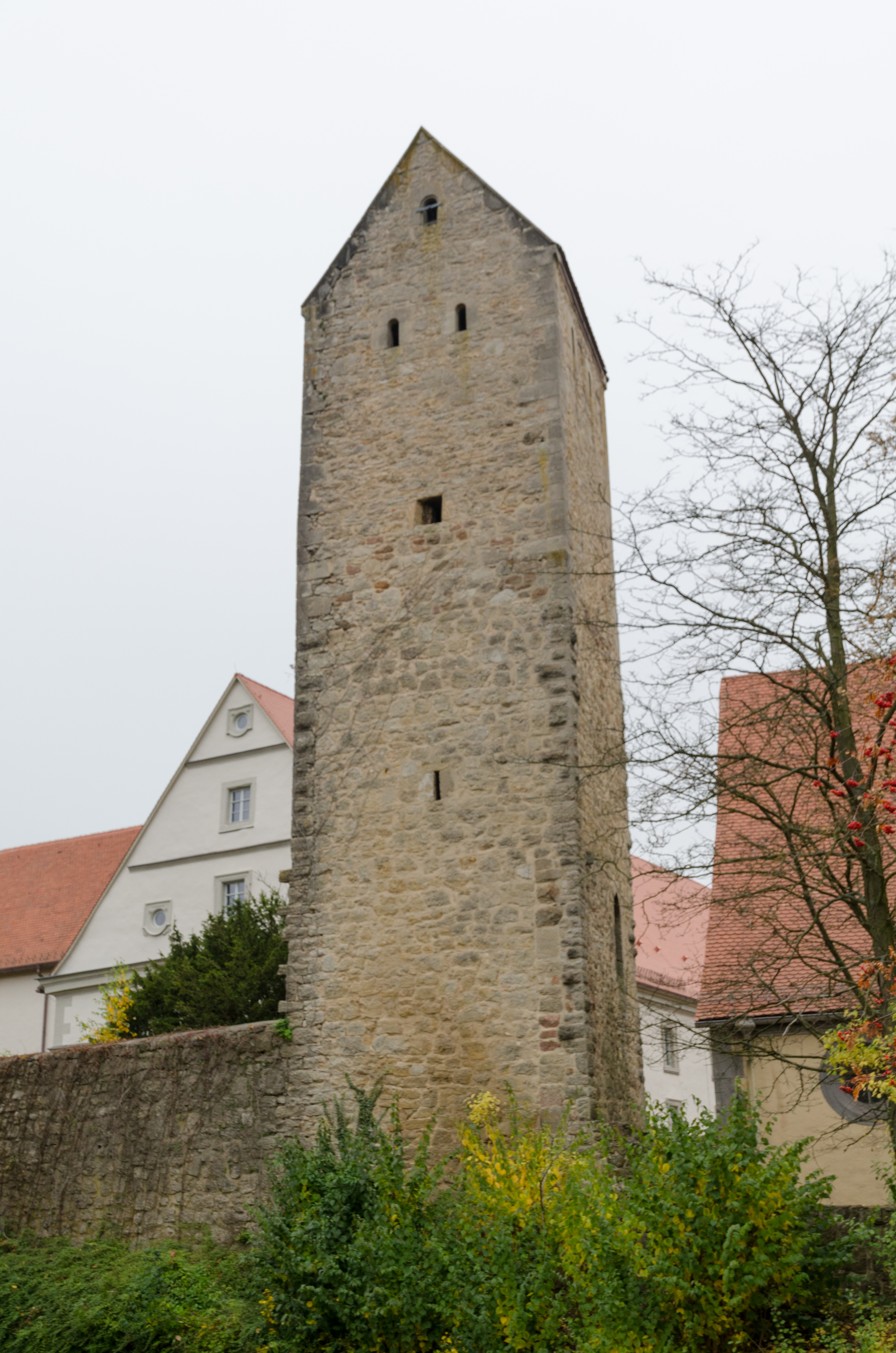
Pulverturm
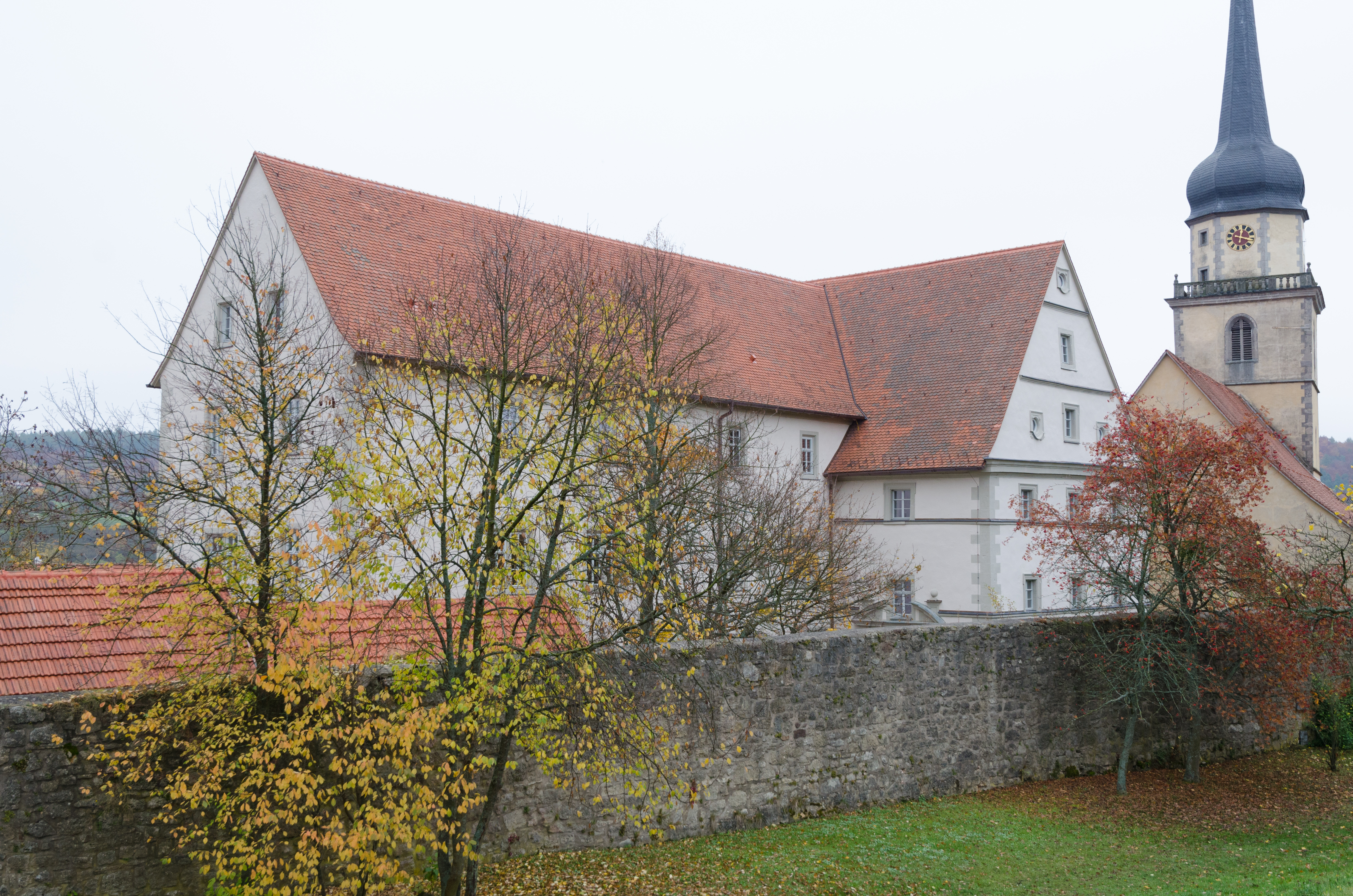
Südseite
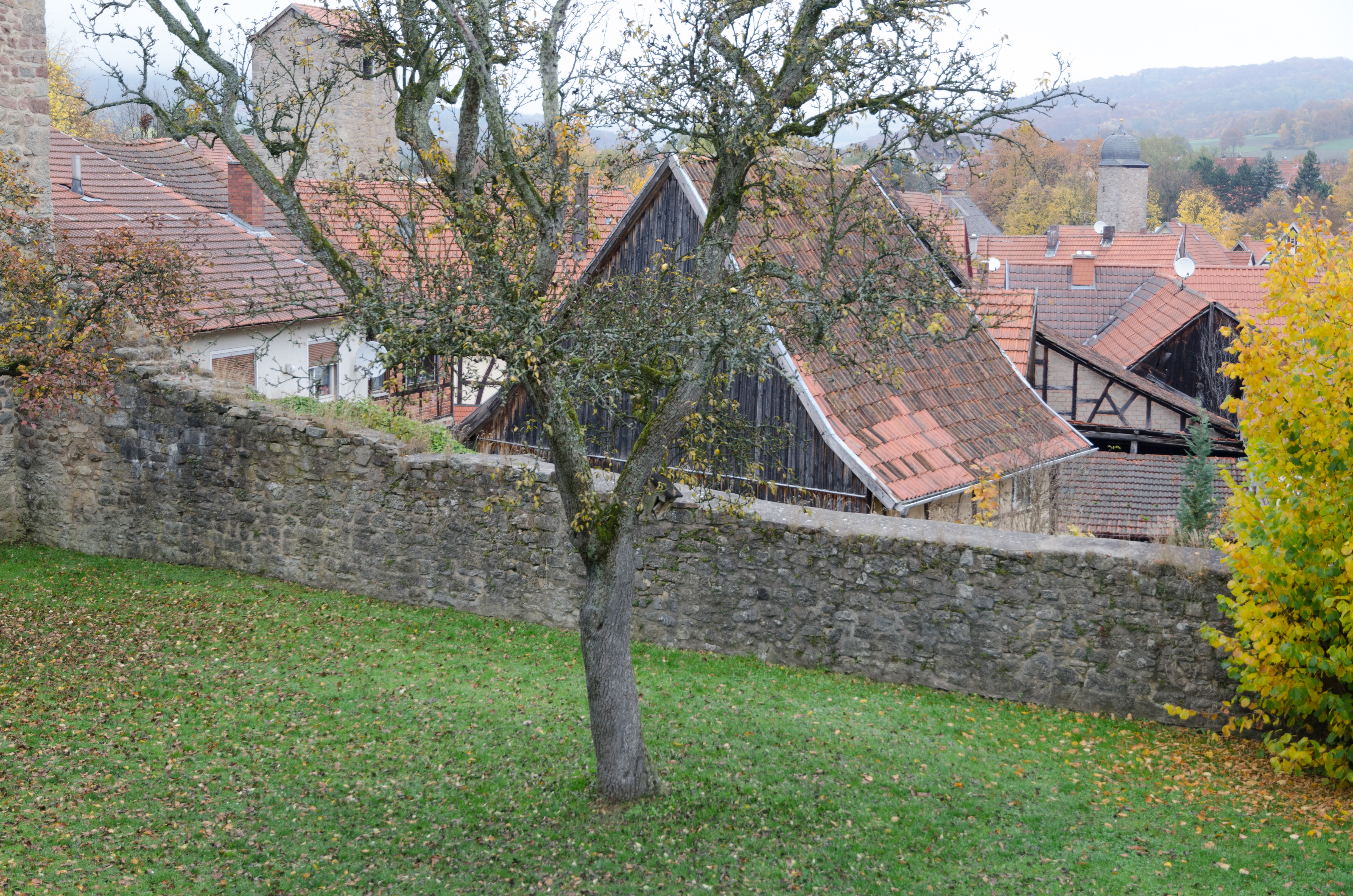
Südseite
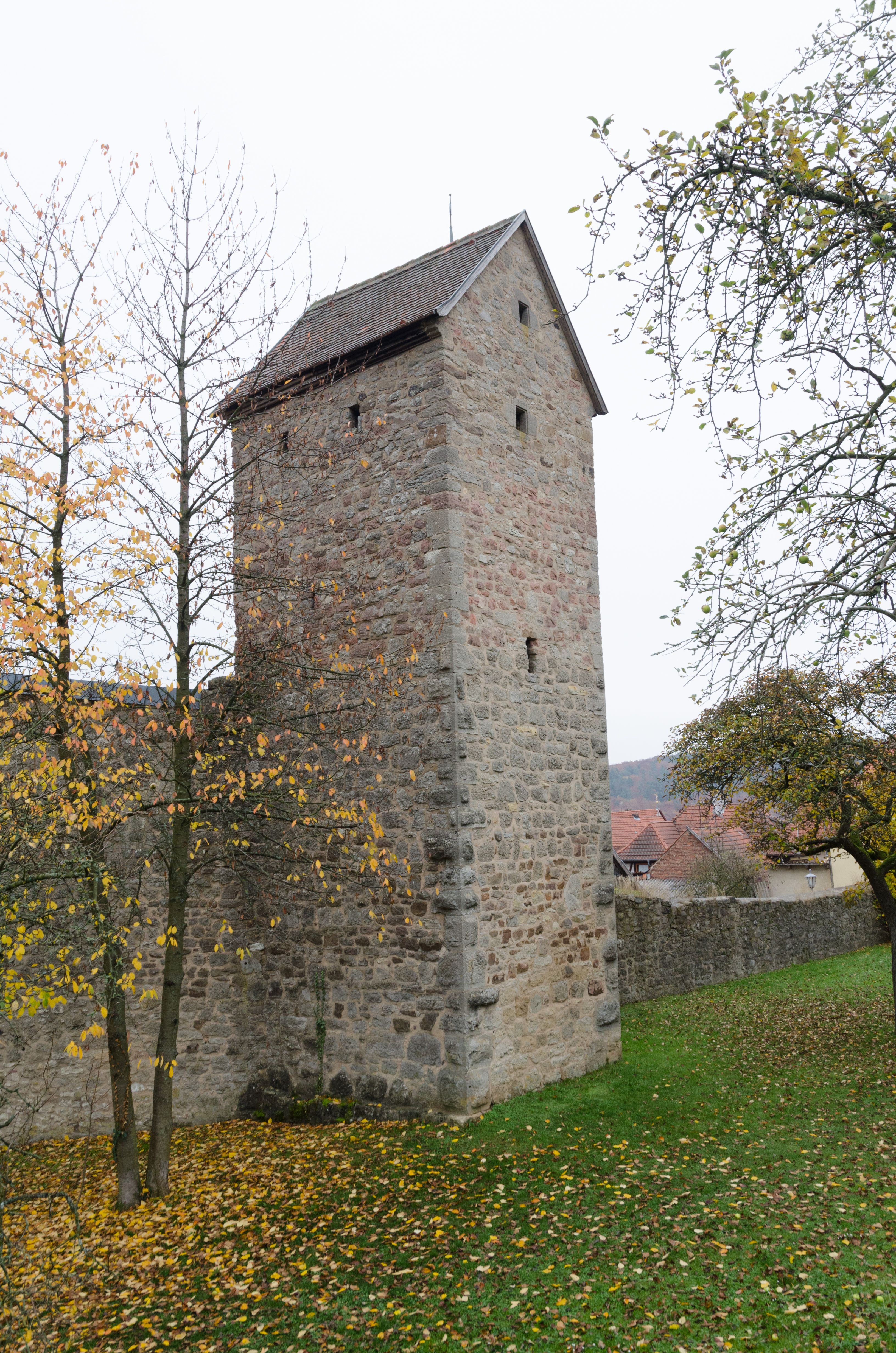
Jakobturm
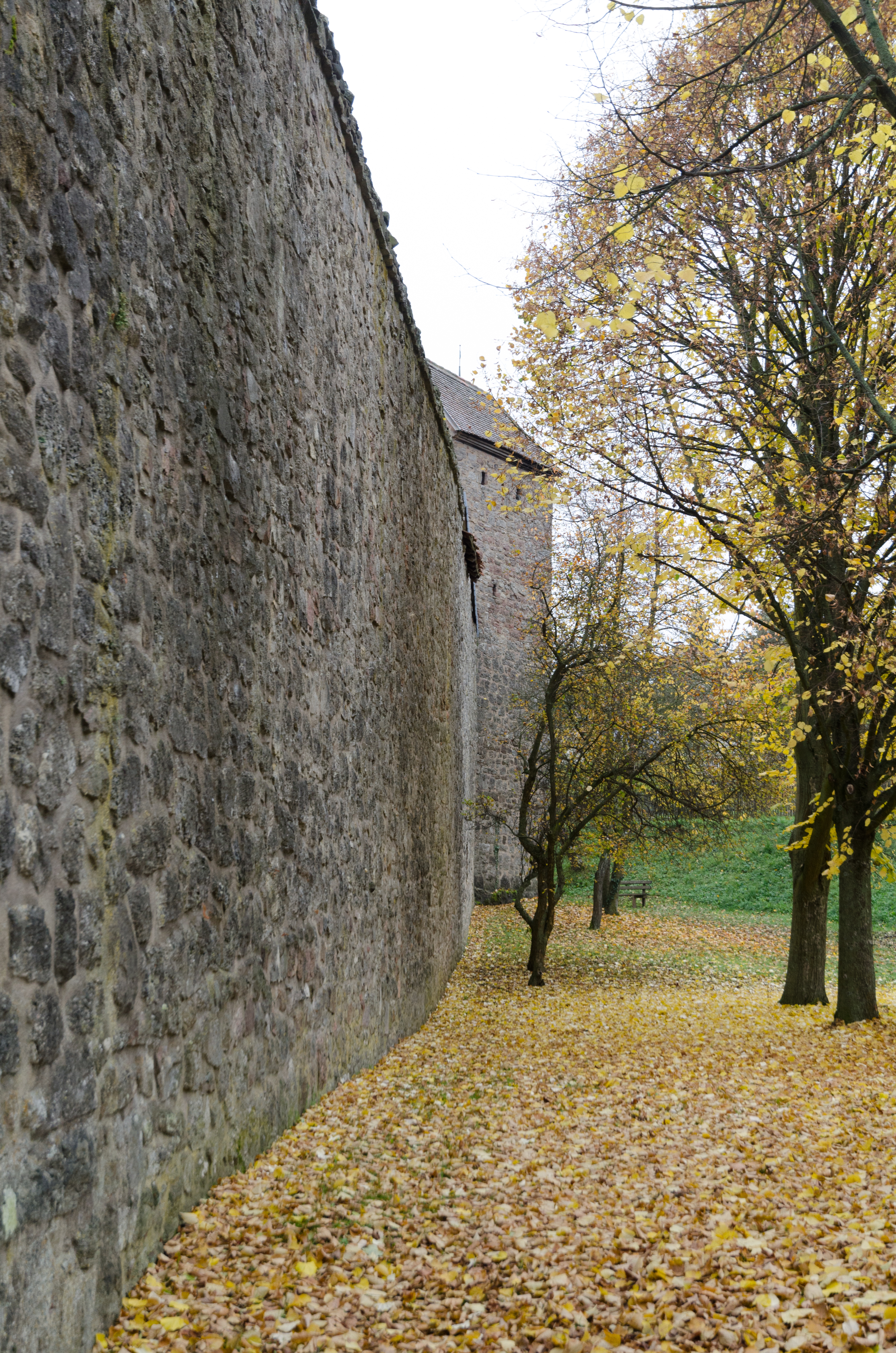
Zwischen Thürnersturm und Jakobturm
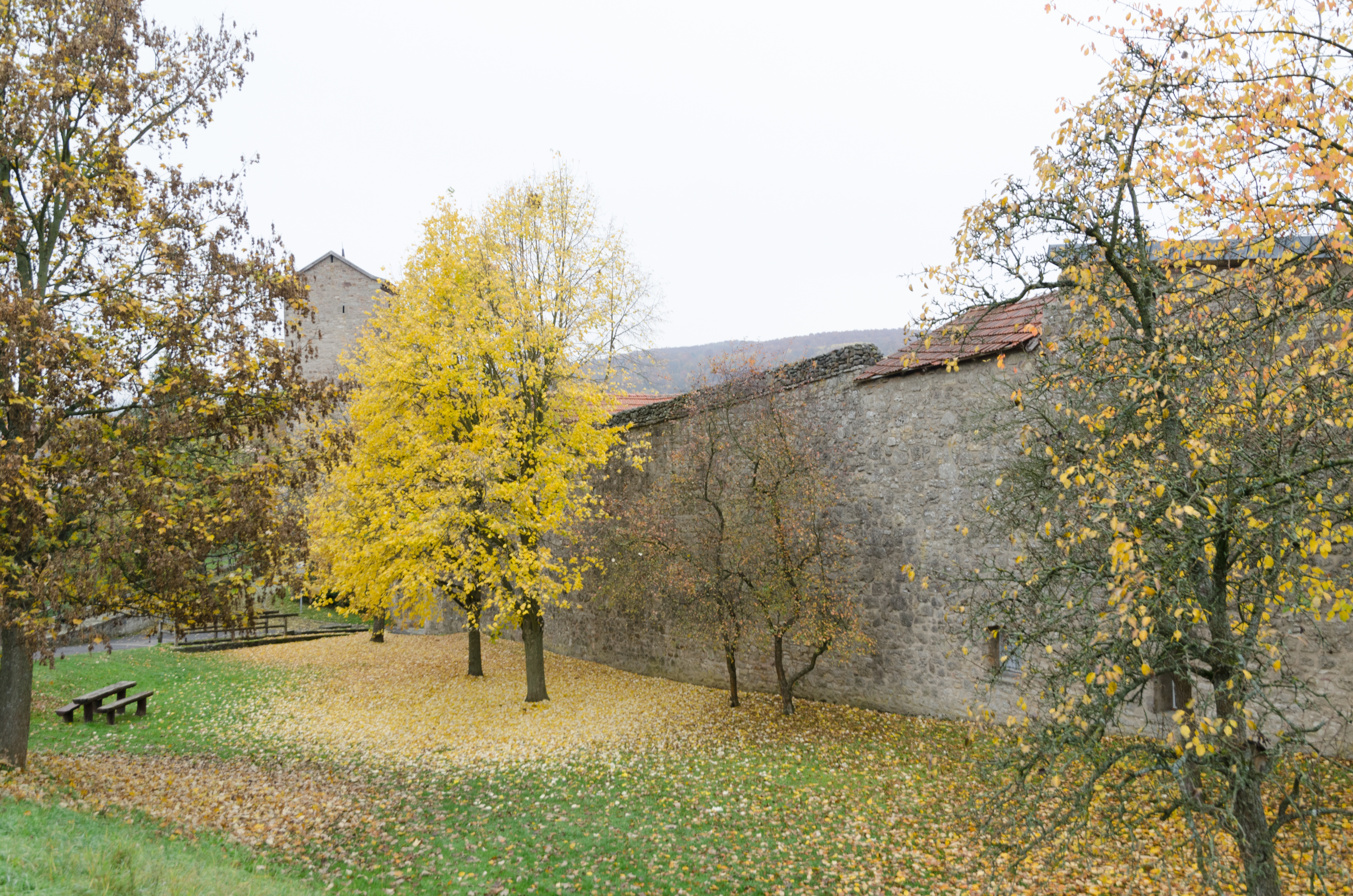
Zwischen Thürnersturm und Jakobturm
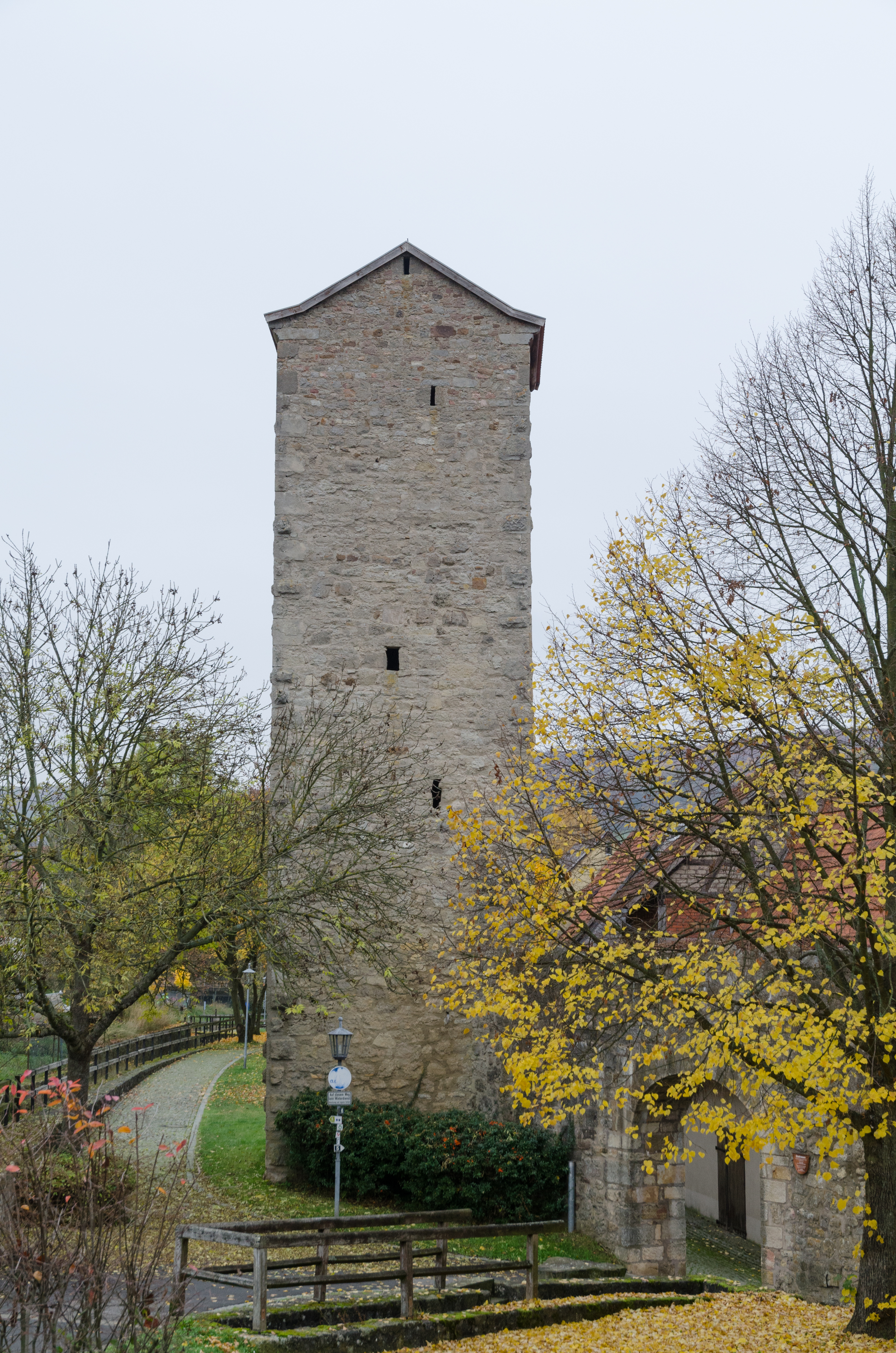
Thürnersturm
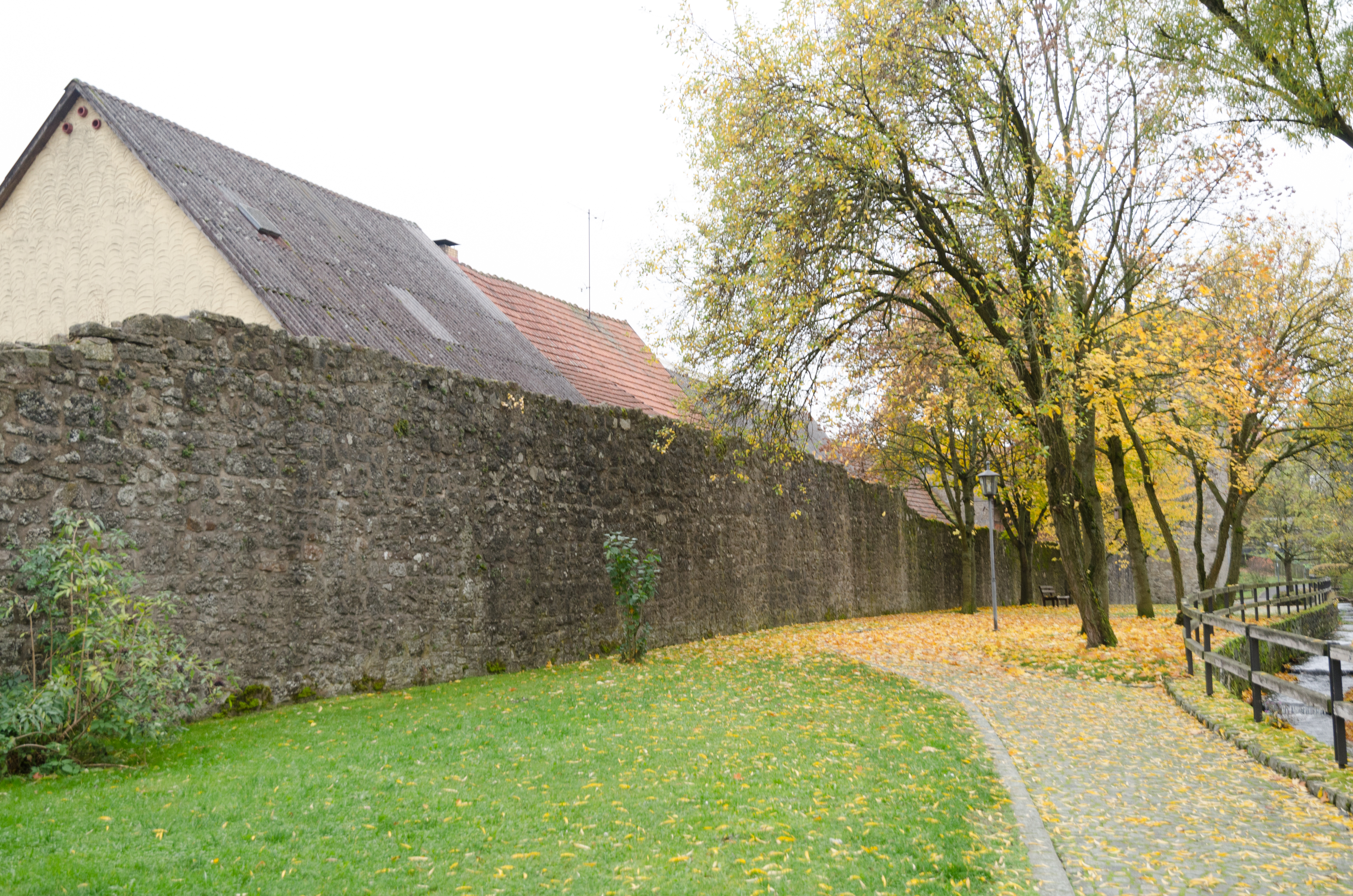
Westseite
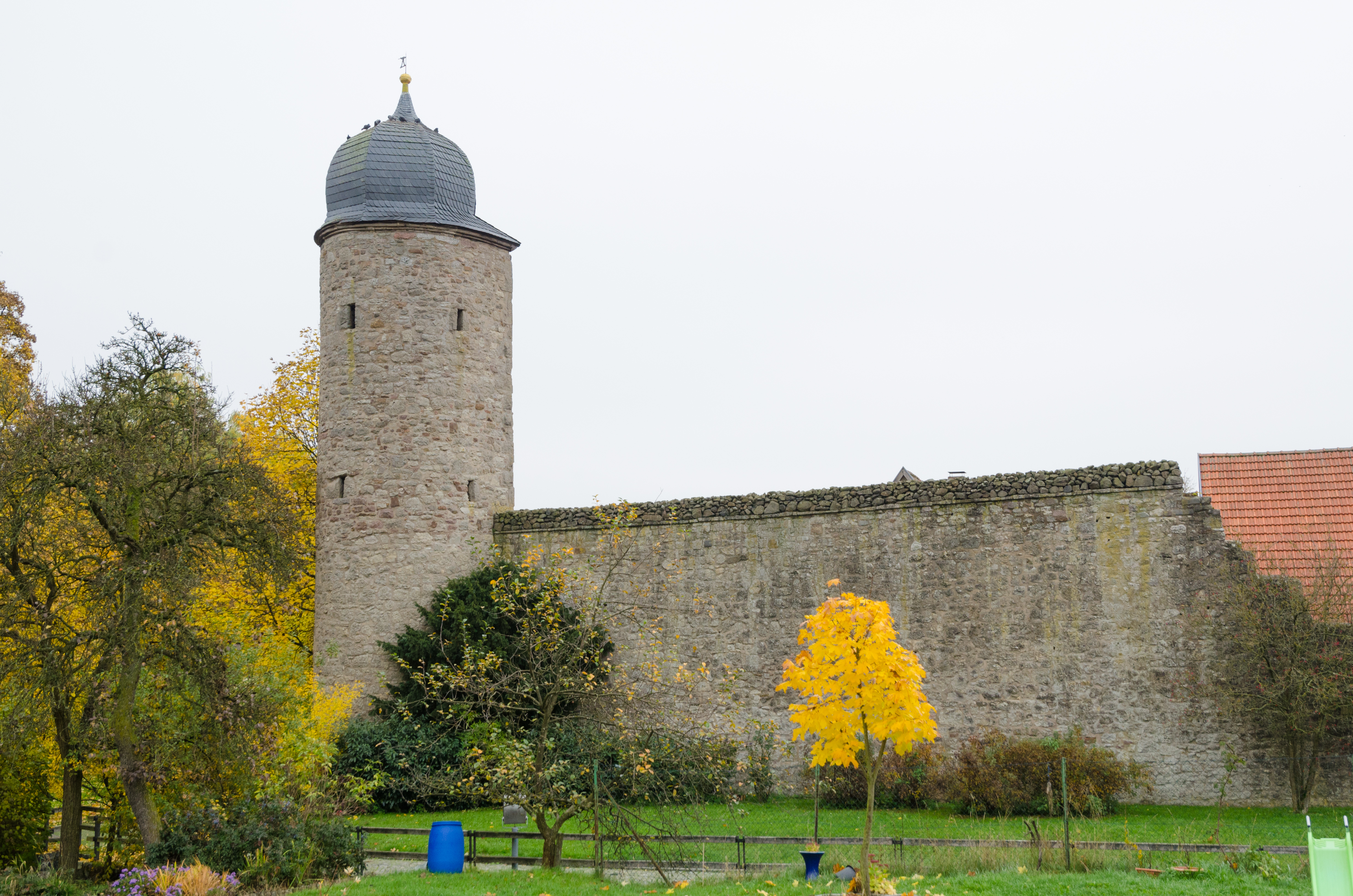
Vexierter und Mauer

Von den beiden Toranlagen besteht nur noch der sogenannte Maulaffenturm am ehemaligen nördlichen bzw. Obertor.
| Lage                           | Objekt                         | Beschreibung                                                                                       | Akten-Nr.               | Bild           |
| ------------------------------ | ------------------------------ | -------------------------------------------------------------------------------------------------- | ----------------------- | -------------- |
| Nähe Obere Torgasse (Standort) | Obertorturm oder Maulaffenturm | Stadttorturm auf quadratischem Grundriss mit seitlichem Treppenturm, um 1335 und bezeichnet „1560“ | D-6-73-123-128 Wikidata | weitere Bilder |

## Ortsbefestigung Heufurt
Die Ortsbefestigung Heufurt ist wohl nachmittelalterlichen Ursprungs. Reste des Westzugs befinden sich entlang der Frankenstraße bei Nr. 2–12 (gerade) mit Einfahrt bei Jakobusstraße. Die Reste des Südzugs sind bei Frankenstraße 2 und Nikolausstraße 10 erhalten. Ein Rest des Nordzugs ist bei Frankenstraße 12 vorhanden. Aktennummer:D-6-73-123-61.

## Ortsbefestigung Oberfladungen
Die Ortsbefestigung Oberfladungens stammt wohl aus dem 16. Jahrhundert. Fragmente des Mauerzugs sind rings um den Ort erhalten, in Fortsetzung der Kirchhofmauer nach Norden und hinter Webergasse 2, 4, 6 verlaufend bis nördlich Eisenacher Straße 1. Aktennummer: D-6-73-123-83.

## Baudenkmäler nach Gemeindeteilen

### Fladungen
| Lage                                                                                              | Objekt                                                         | Beschreibung | Akten-Nr.               | Bild                                |
| ------------------------------------------------------------------------------------------------- | -------------------------------------------------------------- | --- | ----------------------- | ----------------------------------- |
| Badergasse 1 (Standort)                                                                           | Fachwerkhaus                                                   | Traufständig auf Steinsockel, zweigeschossig, mit verbrettertem Giebel, 17./18. Jahrhundert | D-6-73-123-2 Wikidata   | weitere Bilder                      |
| Badergasse 1 (Standort)                                                                           | Fachwerknebengebäude                                           | Zugehörig | D-6-73-123-2 Wikidata   | weitere Bilder                      |
| Badergasse 2 (Standort)                                                                           | Apotheke                                                       | Satteldachhaus mit Zierfachwerk, 17./18. Jahrhundert | D-6-73-123-3 Wikidata   | weitere Bilder                      |
| Bahnhofstraße 9 (Standort)                                                                        | Heiligenfigur                                                  | Lebensgroßer Christus als guter Hirte, 18. Jahrhundert | D-6-73-123-4 Wikidata   | BW                                  |
| Bahnhofstraße 16 (Standort)                                                                       | Jugendstil-Villa                                               | Giebelständig, eingeschossig mit steilem gaubenbesetztem Mansarddach, 1911 | D-6-73-123-5 Wikidata   | BW                                  |
| Bahnhofstraße 19; Am Bahnhof (Standort)                                                           | Bahnhof: Hauptgebäude                                          | Zweigeschossiges Hauptgebäude mit Halbwalmdach, Polygonalmauerwerk mit Ziegelgewänden, historistisch im Schweizerstil, 1899 | D-6-73-123-106 Wikidata | weitere Bilder                      |
| Bahnhofstraße 19; Am Bahnhof (Standort)                                                           | Bahnhof: Güterschuppen                                         | historistisch im Schweizerstil, 1899 | D-6-73-123-106 Wikidata | weitere Bilder                      |
| Bahnhofstraße 19; Am Bahnhof (Standort)                                                           | Bahnhof: Nebengebäude                                          | Eingeschossiges Nebengebäude, 1899 | D-6-73-123-106 Wikidata | BW                                  |
| Bahnhofstraße 25 (Standort)                                                                       | Ehemaliger Lokschuppen- und Dienstwohnungsgebäude des Bahnhofs | Langgestreckter eingeschossiger Bau in Polygonalmauerwerk und Ziegelgewänden, Flachsatteldach, 1899, zeitgleich und im gleichen Stil wie die übrigen Bahnhofsgebäude (siehe Bahnhofstraße 19) errichtet | D-6-73-123-106 Wikidata | weitere Bilder                      |
| Brüchser Straße; Ortsausgang nach Brüchs (Standort)                                               | Steinkreuz                                                     | Bezeichnet „1900“, 1982 restauriert | D-6-73-123-43 Wikidata  | weitere Bilder                      |
| Carl-Josef-Sauer-Straße (Standort)                                                                | Steinkreuz                                                     | 1909 | D-6-73-123-7 Wikidata   | weitere Bilder                      |
| Freilandmuseum (Standort)                                                                         | Äußere Mühle, sogenannte Reßmühle                              | Fachwerkbau, teilweise verschindelt, mit Mansard-Halbwalmdach, 1803 | D-6-73-123-40 Wikidata  | weitere Bilder                      |
| Dr.-Höffling-Straße (Standort)                                                                    | Marktbrunnen                                                   | Eisensäule 19. Jahrhundert, Steinbecken bezeichnet „1777“ | D-6-73-123-32 Wikidata  | BW                                  |
| Dr.-Höffling-Straße 1 (Standort)                                                                  | Ehemaliges Pfründnerspital                                     | Stattliches zweistöckiges Satteldachhaus mit Zierfachwerk, 1770–74, Wetterfahne bezeichnet „1747“, Haustür um 1870 | D-6-73-123-8 Wikidata   | weitere Bilder                      |
| Dr.-Höffling-Straße 2 (Standort)                                                                  | Gasthaus zum Löwen                                             | Satteldachhaus mit Fachwerkobergeschoss, 18. Jahrhundert | D-6-73-123-9 Wikidata   | weitere Bilder                      |
| Dr.-Höffling-Straße 4 (Standort)                                                                  | Traufseithaus mit Toreinfahrt                                  | Verputztes Fachwerk, 18. Jahrhundert | D-6-73-123-10 Wikidata  | BW                                  |
| Dr.-Höffling-Straße 6 (Standort)                                                                  | Satteldachhaus                                                 | Traufständig, zweigeschossig, verputztes Fachwerk, 17. Jahrhundert | D-6-73-123-11 Wikidata  | weitere Bilder                      |
| Dr.-Höffling-Straße 8 (Standort)                                                                  | Eckhaus                                                        | Zweigeschossig, unter dem Verputz Zierfachwerk, 17. Jahrhundert | D-6-73-123-12 Wikidata  | weitere Bilder                      |
| Dr.-Höffling-Straße 9 (Standort)                                                                  | Satteldachhaus                                                 | Zweigeschossig, mit freigelegtem Fachwerk, 17./18. Jahrhundert, Haustür erste Hälfte 19. Jahrhundert | D-6-73-123-13 Wikidata  | weitere Bilder                      |
| Dr.-Höffling-Straße 11 (Standort)                                                                 | Satteldachhaus                                                 | Zweigeschossig, verputztes Fachwerk, ein Eckständer freigelegt, 17./18. Jahrhundert | D-6-73-123-14 Wikidata  | weitere Bilder                      |
| Dr.-Höffling-Straße 14 (Standort)                                                                 | Immaculata                                                     | Gefasste Holzstatue und drei Seraphimköpfe, 18. Jahrhundert | D-6-73-123-15 Wikidata  | weitere Bilder                      |
| Dr.-Höffling-Straße 17 (Standort)                                                                 | Satteldachhaus                                                 | Mit freigelegtem Fachwerkobergeschoss, bezeichnet „1713“ | D-6-73-123-16 Wikidata  | weitere Bilder                      |
| Dr.-Höffling-Straße 19 (Standort)                                                                 | Satteldachhaus Artikel=                                        | Giebelständig, zweigeschossig mit freigelegtem Fachwerk, 17./18. Jahrhundert | D-6-73-123-17 Wikidata  | weitere Bilder                      |
| Dr.-Höffling-Straße 21 (Standort)                                                                 | Wohnhaus                                                       | Eckbau mit im Obergeschoss freigelegtem Fachwerk, 18. Jahrhundert, Doppelhaus mit Ludwigstraße 26 | D-6-73-123-18 Wikidata  | weitere Bilder                      |
| Dr.-Höffling-Straße 28, 30 (Standort)                                                             | Doppelhaus                                                     | Traufständig mit freigelegtem Fachwerk, geschnitzte Eckständer, 18. Jahrhundert | D-6-73-123-19 Wikidata  | weitere Bilder                      |
| Dr.-Höffling-Straße 34 (Standort)                                                                 | Satteldachhaus                                                 | Verputztes Fachwerk, 17./18. Jahrhundert | D-6-73-123-20 Wikidata  | weitere Bilder                      |
| Nähe Hausener Straße (Standort)                                                                   | Wegkapelle                                                     | Bezeichnet „1774“, mit Kreuzweg-Relief des 19. Jahrhunderts, als Station I des Kreuzwegs zur Gangolfskapelle | D-6-73-123-114 Wikidata | weitere Bilder                      |
| Kapellenberg; vor der Gangolfskapelle (Standort)                                                  | Bildstock                                                      | Am Gehäuse vier Reliefs (Kreuzigungsgruppe, Mondsichelmadonna, St. Gangolf und ein heiliger Bischof), bezeichnet „1626“ | D-6-73-123-49 Wikidata  | BW                                  |
| Kapellenberg, vor der Gangolfskapelle (Standort)                                                  | Friedhofskreuz mit Assistenzfiguren                            | 1774, gleichzeitig Station XII des Kreuzwegs zur Gangolfkapelle | D-6-73-123-48 Wikidata  | Friedhofskreuz mit Assistenzfiguren |
| Kapellenberg (Standort)                                                                           | Katholische Kapelle St. Gangolf                                | Saalbau mit zweitem Geschoss als Glockenstube, halbrunde Apsis, 1597; mit Ausstattung | D-6-73-123-46 Wikidata  | weitere Bilder                      |
| Kapellenberg (Standort)                                                                           | Mariengrotte                                                   | Mit Altarnische und stehender steinerner Marienfigur, 20. Jahrhundert, vor der Gangolfkapelle | D-6-73-123-125 Wikidata | Mariengrotte                        |
| Kapellenberg; St.-Gangolf-Weg; Nähe St.-Gangolf-Weg (Standort)                                    | Kreuzweg zur Gangolfskapelle                                   | 1744, Reliefs teilweise im 19. Jahrhundert erneuert (zugehörig Hausener Straße, Wegkapelle als Station I und Kreuzigungsgruppe auf dem Kirchhof der Gangolfkapelle) als Station XII | D-6-73-123-47 Wikidata  | Kreuzweg zur Gangolfskapelle        |
| Kirchberg; Oberfladunger Straße, auf dem Oberfladunger Berg (Standort)                            | Steinkreuz                                                     | Zweite Hälfte 19. Jahrhundert | D-6-73-123-51 Wikidata  | BW                                  |
| Leubachspfad; Ortsausgang nach Oberfladungen (Standort)                                           | Steinkreuz                                                     | 19. Jahrhundert | D-6-73-123-44 Wikidata  | BW                                  |
| Ludwigstraße 1 (Standort)                                                                         | Katholische Pfarrkirche St. Kilian                             | Chorturmkirche in teilweise noch gotisierenden Formen, auf mittelalterlicher Grundlage 1657–59 neu erbaut, dabei um das südliche Seitenschiff erweitert; mit Ausstattung | D-6-73-123-21 Wikidata  | weitere Bilder                      |
| Ludwigstraße 1 (Standort)                                                                         | Kirchhofmauer                                                  | 1643 wiederaufgerichtet, siehe Stadtbefestigung | D-6-73-123-21 Wikidata  | weitere Bilder                      |
| Ludwigstraße 2 (Standort)                                                                         | Satteldachhaus                                                 | Zweigeschossiges Eckhaus, verputztes Fachwerk, 18. Jahrhundert | D-6-73-123-22 Wikidata  | weitere Bilder                      |
| Ludwigstraße 3, Nähe Bahnhofstraße (Standort)                                                     | Friedhof                                                       | 17./18. Jahrhundert, um 1900 nach Süden erweitert | D-6-73-123-115 Wikidata | weitere Bilder                      |
| Ludwigstraße 3, Nähe Bahnhofstraße (Standort)                                                     | Friedhof: Sandsteinkruzifix                                    | um 1900 | D-6-73-123-115 Wikidata | weitere Bilder                      |
| Ludwigstraße 3, Nähe Bahnhofstraße (Standort)                                                     | Friedhof: Nördliche Friedhofsmauer                             | 17./18. Jahrhundert, südliche um 1900 | D-6-73-123-115 Wikidata | weitere Bilder                      |
| Ludwigstraße 3; Nähe Bahnhofstraße, in die Außenmauer zur Ludwigstraße hin eingemauert (Standort) | Friedhof                                                       | Rundbogiges dreiteiliges Relief mit Pietà, Kreuzigung und auferstandenem Christus, 16. Jahrhundert | D-6-73-123-115 Wikidata | weitere Bilder                      |
| Ludwigstraße 3; Nähe Bahnhofstraße, in die Außenmauer zur Ludwigstraße hin eingemauert (Standort) | Friedhof                                                       | Spätgotische Kielbogennische mit Überstabungen | D-6-73-123-115 Wikidata | weitere Bilder                      |
| Ludwigstraße 10 (Standort)                                                                        | Traufseitiger Bau                                              | Mit massivem Erdgeschoss und Fachwerkobergeschoss, 18./19. Jahrhundert | D-6-73-123-23 Wikidata  | weitere Bilder                      |
| Ludwigstraße 13 (Standort)                                                                        | Ehemaliges Postamt                                             | Zweigeschossiger, zweiflügeliger Eckbau mit Satteldächern, großem Fachwerkzwerchhausgiebel sowie Dachreiter mit Uhrenturm, um 1925 | D-6-73-123-129 Wikidata | weitere Bilder                      |
| Ludwigstraße 25, 27 (Standort)                                                                    | Doppelhaus                                                     | Fachwerkobergeschoss, 18. Jahrhundert | D-6-73-123-24 Wikidata  | weitere Bilder                      |
| Ludwigstraße 26 (Standort)                                                                        | Traufständiger Fachwerkbau                                     | Erste Hälfte 19. Jahrhundert, mit bauzeitlicher Haustür; Doppelhaus mit Dr.-Höffling-Straße 21 (siehe dort) | D-6-73-123-25 Wikidata  | weitere Bilder                      |
| Ludwigstraße 29 (Standort)                                                                        | Verputztes Fachwerkhaus                                        | Mit neugotischem Dekor, 17. bis zweite Hälfte 19. Jahrhundert | D-6-73-123-26 Wikidata  | BW                                  |
| Ludwigstraße 30; Ludwigstraße 32 (Standort)                                                       | Doppelhaus                                                     | Unter dem Verputz Zierfachwerk, bezeichnet „1665“ | D-6-73-123-27 Wikidata  | BW                                  |
| Ludwigstraße 30; Ludwigstraße 32 (Standort)                                                       | Immaculata                                                     | 18. Jahrhundert | D-6-73-123-27 Wikidata  | BW                                  |
| Ludwigstraße 33 (Standort)                                                                        | Fachwerkwohnhaus                                               | Zweigeschossig mit massivem Erdgeschoss und mit Satteldach, giebelseitig mit reichem Rautenschmuck, 17./18. Jahrhundert | D-6-73-123-28 Wikidata  | weitere Bilder                      |
| Ludwigstraße 35, 37 (Standort)                                                                    | Doppelhaus                                                     | Zweigeschossig, unter dem Verputz Zierfachwerk, 17. Jahrhundert | D-6-73-123-29 Wikidata  | weitere Bilder                      |
| Marktplatz 1, 2 (Standort)                                                                        | Ehemaliges Zehnthaus, jetzt Rathaus und Rhön-Museum            | Dreigeschossiger massiver Zweiflügelbau mit Volutengiebel, 1601–26 | D-6-73-123-30 Wikidata  | weitere Bilder                      |
| Marktplatz 3 (Standort)                                                                           | Halbwalmdachhaus                                               | Fachwerkobergeschoss, um 1800, am Giebel Immaculata | D-6-73-123-31 Wikidata  | weitere Bilder                      |
| Mühlgasse 4 (Standort)                                                                            | Gemeindebackhaus                                               | Zweigeschossiges Satteldachhaus, freigelegtes Fachwerk, Ende 18. Jahrhundert | D-6-73-123-33 Wikidata  | weitere Bilder                      |
| Nähe Bahnhofstraße, beim Bahnhof am Ortsausgang nach Heufurt (Standort)                           | Steinkreuz                                                     | 1877 | D-6-73-123-45 Wikidata  | BW                                  |
| Nähe Hausener Straße (Standort)                                                                   | Kriegerdenkmal                                                 | In Form eines Brunnens, Brunnenstock mit Putti, achteckiges Brunnenbecken, bezeichnet „1923“ | D-6-73-123-126 Wikidata | weitere Bilder                      |
| Nähe Hausener Straße (Standort)                                                                   | Wegkapelle                                                     | Bezeichnet „1774“, mit Kreuzweg-Relief des 19. Jahrhunderts | D-6-73-123-114 Wikidata | BW                                  |
| Nähe Kreisstraße NES 30; Straße nach Sands (Standort)                                             | Bildstock                                                      | An Vor- und Rückseite des Gehäuses Reliefs der Kreuzigung und Beweinung, seitlich Stifter unter dem Kruzifix und Inschrift, bezeichnet „1622“ | D-6-73-123-50 Wikidata  | BW                                  |
| Nähe Weihersweg; am Lerchenweg, bei Kreuzung Weihersweg (Standort)                                | Bildstock                                                      | Kreuzigungsrelief, wohl 17. Jahrhundert | D-6-73-123-53 Wikidata  | BW                                  |
| Obere Brückengasse 1 (Standort)                                                                   | Fachwerkwohnhaus                                               | Giebelständig, 18./19. Jahrhundert | D-6-73-123-34 Wikidata  | BW                                  |
| Obere Pforte 7 (Standort)                                                                         | Traufseithaus                                                  | Verputzter zweigeschossiger Fachwerkbau, 17. Jahrhundert | D-6-73-123-35 Wikidata  | BW                                  |
| Obere Pforte 9 (Standort)                                                                         | Satteldachhaus                                                 | Verputztes Fachwerk, 17./18. Jahrhundert | D-6-73-123-36           | weitere Bilder                      |
| Obere Pforte 11 (Standort)                                                                        | Satteldachhaus                                                 | Mit Fachwerkobergeschoss, bezeichnet 1669 | D-6-73-123-37 Wikidata  | weitere Bilder                      |
| Obere Pforte 12 (Standort)                                                                        | Traufseithaus                                                  | Fachwerk, 17. Jahrhundert | D-6-73-123-38 Wikidata  | weitere Bilder                      |
| Untere Pforte (Standort)                                                                          | Laufbrunnen                                                    | Gusseiserner Brunnenstock mit Steintrog, zweite Hälfte 19. Jahrhundert | D-6-73-123-39 Wikidata  | weitere Bilder                      |
| Wehrgang 1 (Standort)                                                                             | Satteldachhaus                                                 | Fachwerkobergeschoss freigelegt, 17./18. Jahrhundert | D-6-73-123-41 Wikidata  | weitere Bilder                      |
| Wehrgang 2 (Standort)                                                                             | Obere Mühle                                                    | Halbwalmdachhaus, Zierfachwerk, bezeichnet „1708“ | D-6-73-123-42 Wikidata  | weitere Bilder                      |
| Rhönhut, Schwarzes Moor 3 (Standort)                                                              | Steinernes Tor                                                 | zum ehemaligen Reichsarbeitsdienst-Doppelllager 5/283 und 6/283 mit Fundament der dahinterliegenden ehemaligen Halle, dreiachsige Anlage aus Basaltmauerwerk, giebelartig abgetreppte Staffage mit hoher spitzbogiger Durchfahrt und seitlichen spitzbogigen Durchlässen in Art eines antiken Triumphbogens, 1936 | D-6-73-123-190          | BW                                  |

### Brüchs
| Lage                                                               | Objekt                                 | Beschreibung | Akten-Nr.               | Bild           |
| ------------------------------------------------------------------ | -------------------------------------- | --- | ----------------------- | -------------- |
| Friedhofstraße 12; im Friedhof (Standort)                          | Friedhofskreuz                         | 1892 | D-6-73-123-54 Wikidata  | BW             |
| In Brüchs; bei der Kirche am Ortsausgang nach Fladungen (Standort) | Steinkreuz                             | 1843 | D-6-73-123-59 Wikidata  | BW             |
| In Brüchs; Lindenstraße 18 (Standort)                              | Bildstock                              | Mit Relief eines heiligen Bischofs, wohl 18. Jahrhundert | D-6-73-123-58 Wikidata  | BW             |
| Langenstreich; am nördlichen Ortsausgang (Standort)                | Steinkreuz                             | Sockel mit Marienfigur, 1902, Kreuz mit Korpus um 1925 | D-6-73-123-108 Wikidata | BW             |
| Lindenstraße 1 (Standort)                                          | Katholische Pfarrkirche St. Anton      | Tonnengewölbter Saal mit steilem Satteldach, markanter, seitlich des Haupteingangs eingestellter Eckturm mit nadelspitzauslaufendem Haubenhelm, Bruchstein, 1923 (Grundsteinlegung) bis 1926 (Weihe); mit Ausstattung | D-6-73-123-56 Wikidata  | weitere Bilder |
| Lindenstraße 6 (Standort)                                          | Ehemalige katholische Kirche St. Anton | Schlichter Saalbau mit verschiefertem Zwiebelhaubendachreiter und eingezogenem Chor, bezeichnet 1729 | D-6-73-123-57 Wikidata  | weitere Bilder |
| Steinige Ellern (Standort)                                         | Mariengrotte                           | in Felsen gemauerte Nische mit Lourdesmadonna und Tischsockel, wohl Anfang 20. Jh. | D-6-73-123-117          | BW             |

### Heufurt
| Lage | Objekt                                     | Beschreibung | Akten-Nr.               | Bild                                       |
| --- | ------------------------------------------ | --- | ----------------------- | ------------------------------------------ |
| B 285; Straße nach Nordheim (Standort)                                                                                | Kreuzschlepper                             | 1720 | D-6-73-123-72 Wikidata  | weitere Bilder                             |
| Frankenstraße 5 (Standort)                                                                                            | Wohnhaus                                   | Giebelständig, zweistöckig mit Zierfachwerk und zwei figürlich geschnitzten Eckständern, 17. Jahrhundert                                                                           | D-6-73-123-62 Wikidata  | BW                                         |
| Hinterm Dorf; Bahnhofweg (Standort)                                                                                   | Bildstock                                  | Im Gehäuse Reliefs (Arma Christi und Kreuzigungsgruppe), seitlich Heilige und Engel, bezeichnet „1687“                                                                             | D-6-73-123-70 Wikidata  | BW                                         |
| In Heufurt (Standort)                                                                                                 | Bildstock                                  | Im Gehäuse Kreuzigungsgruppe, an der Säule mit korinthischem Kapitell Wappen des Fürstbischofs Julius Echter, 1616                                                                 | D-6-73-123-64 Wikidata  | BW                                         |
| In Heufurt; Kirchsteig 7 (Standort)                                                                                   | Katholische Filialkirche St. Jakobus Major | Saalbau mit eingezogenem polygonalem Chor und Turm seitlich am Chor, Turm, Chor und Sakristei mittelalterlich, Treppentürmchen um 1600, Langhaus 1708–10 erneuert; mit Ausstattung | D-6-73-123-65 Wikidata  | Katholische Filialkirche St. Jakobus Major |
| In Heufurt; Kirchsteig 7 (Standort)                                                                                   | Kirchhofmauer                              | | D-6-73-123-65 Wikidata  | BW                                         |
| Jakobusstraße 1 (Standort)                                                                                            | Fachwerkhaus                               | Zweistöckig, giebelständig mit Mann-Figuren, 17. Jahrhundert | D-6-73-123-63 Wikidata  | BW                                         |
| Kirchsteig 1, unterhalb der Kirche (Standort)                                                                         | Vorratskeller                              | Bruchsteinbauten, 16./17. Jh. | D-6-73-123-65           | Vorratskeller                              |
| Kirchsteig 5 (Standort)                                                                                               | Schulhaus                                  | Zweigeschossig mit Satteldach, errichtet 1748, erweitert und umgestaltet 1875, Haustürblatt mit Maßwerkkassetten 1875                                                              | D-6-73-123-118 Wikidata | Schulhaus                                  |
| Kirchsteig 7; im Friedhof (Standort)                                                                                  | Friedhofskreuz                             | Gleichzeitig Station XII des Kreuzwegs, 1860 | D-6-73-123-66 Wikidata  | BW                                         |
| Obere Dorfgasse 2 (Standort)                                                                                          | Wappen des Fürstbischofs Julius Echter     | Bezeichnet „1614“ (Rathaus) | D-6-73-123-67 Wikidata  | BW                                         |
| Unterhofstatt; Ortsausgang nach Nordheim (Standort)                                                                   | Bildstock                                  | Aufwendig gearbeitet, Gehäuse mit Reliefs (Heilige Familie und Marienkrönung) und seitlich mit Heiligen, weinlaubumrankte Säule mit Engelsköpfen im Kapitell, bezeichnet „1695“    | D-6-73-123-71 Wikidata  | Bildstock                                  |
| Wegscheide; Ortsausgang nach Süden (Standort)                                                                         | Bildstock                                  | Am Gehäuse zwei Reliefs (Kreuzigungsgruppe und Arma Christi), 1760 | D-6-73-123-69 Wikidata  | weitere Bilder                             |
| Wendelinusweg; Ortsausgang nach Fladungen (Standort)                                                                  | Kreuzigungsgruppe                          | 1903 | D-6-73-123-68 Wikidata  | weitere Bilder                             |
| Nähe Höhnweg (Standort)                                                                                               | Wendelinusbrunnen Kirche                   | Kkegelförmig aufgemauerte Quellfassung aus Sand- und Basaltsteinen, Sandsteinrelief des hl. Wendelin, 1911                                                                         | D-6-73-123-119          | BW                                         |
| Nähe Höhnweg (Standort)                                                                                               | Lourdesgrotte Kirche                       | Bruchsteingrotte in begrüntem Rondell, Nische mit Lourdesmadonna, bez. 1913, in der Nähe des Wendelinusbrunnens                                                                    | D-6-73-123-119          | BW                                         |
| Hardweg; Hasenlappe; Kirchsteig 7; Nähe Höhnweg; Nähe Mühlbach; Mühlbach; Kirchsteig 5; Kirchsteig 6; Höhn (Standort) | Kreuzweg Kirche                            | 14 Wegstastionen aus Basaltädikulen mit glasierten Majolikareliefs, 1930–32 von Leopold Hahn, als Station XII das Friedhofskreuz (siehe dort).                                     | D-6-73-123-119          | BW                                         |

### Huflar
| Lage                 | Objekt         | Beschreibung                                                              | Akten-Nr.              | Bild |
| -------------------- | -------------- | ------------------------------------------------------------------------- | ---------------------- | ---- |
| In Huflar (Standort) | Altes Schloss  | Zweigeschossiger Steinbau von 1597 bis 1599                               | D-6-73-123-73 Wikidata | BW   |
| In Huflar (Standort) | Altes Schloss  | Ringmauer mit Tor von 1801                                                | D-6-73-123-73 Wikidata | BW   |
| In Huflar (Standort) | Gartenpavillon | Polygonal mit kurzem Eingangsvorbau um 1800, vom ehemaligen Neuen Schloss | D-6-73-123-73 Wikidata | BW   |

### Leubach
| Lage                                                                    | Objekt                              | Beschreibung                                                                                   | Akten-Nr.               | Bild           |
| ----------------------------------------------------------------------- | ----------------------------------- | ---------------------------------------------------------------------------------------------- | ----------------------- | -------------- |
| Bachäcker; südlich der Frankenheimer Straße bei den Teichen (Standort)  | Bildstock                           | Relief in Rokokoformen mit Kreuzigungsgruppe, bezeichnet „1848“                                | D-6-73-123-80 Wikidata  | BW             |
| Frankenheimer Straße (Standort)                                         | Steinkruzifix                       | Historistisch, 1909                                                                            | D-6-73-123-78 Wikidata  | BW             |
| Frankenheimer Straße 7 (Standort)                                       | Bildstock                           | Mit Kruzifixrelief, 1743                                                                       | D-6-73-123-74 Wikidata  | BW             |
| Frankenheimer Straße 12 (Standort)                                      | Obere Brücke                        | Einjochige Bogenbrücke, Sandsteinquader, um 1840                                               | D-6-73-123-109 Wikidata | BW             |
| Leiboldstraße 1 (Standort)                                              | Bildstock                           | Mit Relief des Heiligen Wendelin, 1743                                                         | D-6-73-123-75 Wikidata  | BW             |
| Leiboldstraße 5 (Standort)                                              | Katholische Kuratiekirche St. Vitus | Saalbau mit Turmfassade und eingezogenem schiffshohem Chor, bezeichnet „1795“; mit Ausstattung | D-6-73-123-76 Wikidata  | weitere Bilder |
| Leubach; Rhönstraße (Standort)                                          | Untere Brücke                       | Einjochige Bogenbrücke, Sandsteinquader, um 1840                                               | D-6-73-123-110 Wikidata | BW             |
| Nähe Leiboldstraße (Standort)                                           | Friedhofskreuz                      | Mit Rokokoornamentik, 1846; im Friedhof                                                        | D-6-73-123-77 Wikidata  | BW             |
| Tempel; auf einer Weide ca. 600 Meter nordöstlich der Kirche (Standort) | Tempel                              | Mit Madonna, neugotisch, 1892                                                                  | D-6-73-123-79 Wikidata  | BW             |
| Todenwald (Standort)                                                    | Sühnekreuz                          | Mit fragmentarisch erhaltener Inschrift, 1703, im Totenwald                                    | D-6-73-123-82 Wikidata  | BW             |

### Oberfladungen
| Lage                                                                            | Objekt                                                  | Beschreibung | Akten-Nr.               | Bild           |
| ------------------------------------------------------------------------------- | ------------------------------------------------------- | --- | ----------------------- | -------------- |
| Am Heiligenpfad (Standort)                                                      | Bildstock                                               | Im Gehäuse Kreuzigungsgruppe in weißem Stein eingesetzt, rückwärtig Relief des Stifters vor dem Kruzifixus kniend, 1885                                                                | D-6-73-123-89 Wikidata  | BW             |
| Eisenacher Straße 2 a (Standort)                                                | Bildstock                                               | Mit vier Passionsreliefs, auf Beschlagwerksockel, Sandstein, zweite Hälfte 16. oder 17. Jahrhundert; an der Abzweigung der B 285 zur Grenze nach Thüringen                             | D-6-73-123-88 Wikidata  | BW             |
| Hauptstraße 41; Kirchberg 12; Nähe Hauptstraße; an der Kirchhofmauer (Standort) | Lourdesgrotte                                           | Mit zwei Steinfiguren der Maria und der Bernadette, errichtet 1897 | D-6-73-123-112 Wikidata | BW             |
| Huflarer Weg; Abzweigung nach Huflar (Standort)                                 | Wegweiser                                               | „Nach Huflar 1,8 Kilom.“, um 1870 | D-6-73-123-93 Wikidata  | BW             |
| Huflarer Weg 6; Ortsausgang nach Huflar (Standort)                              | Steinkreuz                                              | Bezeichnet „1842“ | D-6-73-123-92 Wikidata  | BW             |
| In Oberfladungen; Feldseite der Kirchhofmauer (Standort)                        | Kreuzwegstationen                                       | In altarartiger Form, übergiebeltes Steinrelief auf tischartigem Unterbau, Sandstein, 1900; nicht nachqualifiziert                                                                     | D-6-73-123-90 Wikidata  | BW             |
| In Oberfladungen; zwischen 13. und 14. Kreuzwegstation (Standort)               | Bildstock                                               | Mit vier Evangelistenreliefs, bezeichnet „1684“ | D-6-73-123-91 Wikidata  | BW             |
| Kirchberg (Standort)                                                            | Kriegerdenkmal für die Gefallenen des Ersten Weltkriegs | Obelisk mit Löwenskulptur, 1920er Jahre | D-6-73-123-122 Wikidata | BW             |
| Kirchberg 8, 10 (Standort)                                                      | Doppelhaus                                              | Zweigeschossiger traufständiger Satteldachbau, Obergeschoss Fachwerk, bezeichnet „1849“, mit erhöhtem Zugang                                                                           | D-6-73-123-84 Wikidata  | BW             |
| Kirchberg 10 (Standort)                                                         | Doppelhaus                                              | Wohnhaus, zweigeschossiger Fachwerkbau über massivem Sockelgeschoss, mit Satteldach und geschnitzter Tür, um 1800                                                                      | D-6-73-123-189          | BW             |
| Kirchberg 12 (Standort)                                                         | Pfarrhaus                                               | Zweigeschossiger Satteldachbau mit Fachwerkobergeschoss, um 1700, mit älterem Kern | D-6-73-123-111 Wikidata | BW             |
| Kirchberg 14 (Standort)                                                         | Katholische Pfarrkirche St. Joseph                      | Innen flachgedeckter Saalbau mit eingezogenem, stichkappengewölbtem Chor, Nordturm im Winkel zwischen Chor und Schiff, Haupteingang an der nördlichen Langseite, 1694; mit Ausstattung | D-6-73-123-85 Wikidata  | weitere Bilder |
| Nähe Kirchberg (Standort)                                                       | Kirchhofmauer                                           | | D-6-73-123-85 Wikidata  | BW             |

### Rüdenschwinden
| Lage                                               | Objekt                                                                                       | Beschreibung | Akten-Nr.               | Bild                   |
| -------------------------------------------------- | -------------------------------------------------------------------------------------------- | --- | ----------------------- | ---------------------- |
| Berghofstraße 14 (Standort)                        | Gasthaus                                                                                     | Breitgelagert traufständiger Fachwerkbau von zwei Geschossen, 17./18. Jahrhundert                                    | D-6-73-123-94 Wikidata  | BW                     |
| Dörrbach; Straße nach Leubach (Standort)           | Bildstock                                                                                    | Im Gehäuse Relief der Kreuzigungsgruppe, am Sockel Bonifatiusrelief, bezeichnet „1851“                               | D-6-73-123-98 Wikidata  | BW                     |
| Guckasweg (Standort)                               | Kreuzigungsgruppe, zum Gefallenendenkmal für die Gefallenen der beiden Weltkriege umgewidmet | Steinfiguren unter Holzdach, erste Hälfte 19. Jahrhundert                                                            | D-6-73-123-97 Wikidata  | BW                     |
| Hochrhönweg; an der Hochrhönstraße (Standort)      | Bildstock                                                                                    | Relief des Heiligen Wendelin, rückwärtig Vesperbild, bezeichnet „1744“                                               | D-6-73-123-100 Wikidata | BW                     |
| Katharinenstück, am Schwarzen Gartenweg (Standort) | Bildstock                                                                                    | Relief mit Kreuzigungsgruppe, bezeichnet „1832“                                                                      | D-6-73-123-99 Wikidata  | BW                     |
| Wendelstraße; vor der Kirche (Standort)            | Bildstock                                                                                    | Kreuzigungsgruppe und Inschrift, 1628                                                                                | D-6-73-123-96 Wikidata  | Bildstock              |
| Wendelstraße 13 (Standort)                         | Katholische Pfarrkirche St. Wendelin                                                         | Saalbau mit Westturm, Turmuntergeschoss nachgotisch, Langhaus 1781; mit Ausstattung                                  | D-6-73-123-95 Wikidata  | weitere Bilder         |
| Wendelstraße 15 (Standort)                         | Katholisches Pfarrhaus                                                                       | Zweigeschossiger Walmdachbau, polygonaler Erker und Laube, Relief des Guten Hirten, reduzierter Historismus, 1913/14 | D-6-73-123-113 Wikidata | Katholisches Pfarrhaus |
| Wendelstraße 15 (Standort)                         | Nebengebäude                                                                                 | | D-6-73-123-113 Wikidata | BW                     |

### Sands
| Lage                             | Objekt                         | Beschreibung | Akten-Nr.               | Bild           |
| -------------------------------- | ------------------------------ | --- | ----------------------- | -------------- |
| Henneberger Straße 13 (Standort) | Evangelisch-lutherische Kirche | Neuromanischer Saalbau mit verschiefertem Haubendachreiter, Sakristeianbau und Halbrundapsis, bezeichnet „1907“; mit Ausstattung | D-6-73-123-101 Wikidata | weitere Bilder |
| Schloßweg 1 (Standort)           | Laufbrunnen                    | Brunnenstock und Becken aus Gusseisen, 19. Jh.                                                                                   | D-6-73-123-116          | BW             |
| Schloßweg 8 (Standort)           | Fachwerkhaus                   | Zweistöckig mit Satteldach, um 1800                                                                                              | D-6-73-123-102 Wikidata | Fachwerkhaus   |

### Weimarschmieden
| Lage | Objekt                                     | Beschreibung | Akten-Nr.               | Bild           |
| --- | ------------------------------------------ | --- | ----------------------- | -------------- |
| Am Judenacker; außerhalb des Ortes im Wald etwa 200 m von der Grenze nach Thüringen entfernt etwas außerhalb des Ortes (Standort) | Jüdischer Friedhof                         | Umfriedete Anlage mit ca. 80 erhaltenen Grabsteinen, um 1800 angelegt, letzte Beisetzung 1909; erhalten                                                                           | D-6-73-123-105 Wikidata | weitere Bilder |
| Gustav-Heß-Straße 14 (Standort)                                                                                                   | Fachwerkhaus                               | Zweigeschossig mit Halbwalm, wohl 18. Jahrhundert | D-6-73-123-103 Wikidata | weitere Bilder |
| Gutsstraße 2, 4 (Standort) | Ehemaliges jüdisches Wohnhaus mit Synagoge | zum ehemaligen von Thon'schen Gut gehörig, zweigeschossiger traufständiger Halbwalmdachbau, 18. Jh., 1904 renoviert, mit Synagogenhimmel; in der Außenerscheinung stark verändert | D-6-73-123-188          | BW             |
| Gutsstraße 19 (Standort) | Evangelisch-lutherische Kirche             | Zweistöckiger Fachwerksaalbau mit verschiefertem Dachturm, 1804 | D-6-73-123-104 Wikidata | weitere Bilder |

## Ehemalige Baudenkmäler
In diesem Abschnitt sind Objekte aufgeführt, die früher einmal in der Denkmalliste eingetragen waren, jetzt aber nicht mehr. Objekte, die in anderem Zusammenhang – also z. B. als Teil eines Baudenkmals – weiter eingetragen sind, sollen hier nicht aufgeführt werden. Aktennummern in diesem Abschnitt sind ehemalige, jetzt nicht mehr gültige Aktennummern.

| Lage                                                               | Objekt         | Beschreibung                                                       | Akten-Nr.              | Bild           |
| ------------------------------------------------------------------ | -------------- | ------------------------------------------------------------------ | ---------------------- | -------------- |
| Fladungen Brunnengasse 5 ()                                        | Hausfigur      | 18. Jahrhundert                                                    | D-6-73-123-6 Wikidata  |                |
| Fladungen Weihersweg 20, an der Weihersmühle ()                    | Bildstock      | Mit Vesperbild, wohl 19. Jahrhundert                               | D-6-73-123-52 Wikidata |                |
| Fladungen Leubachsgraben, Brüchser Straße, Oberfladunger Straße () | Brücke         | Einjochige Steinbogenbrücke mit Steinbrüstung, wohl frühes 19. Jh. | D-6-73-123-185         | weitere Bilder |
| Brüchs Bergfeld; am Friedhof ()                                    | Bildstock      | Vielleicht 19. Jahrhundert                                         | D-6-73-123-55 Wikidata |                |
| Oberfladungen Hauptstraße 32 ()                                    | Rathaus        | Im Heimatstil, massives Erdgeschoss, Fachwerkobergeschoss, um 1925 | D-6-73-123-124         |                |
| Oberfladungen Kirchberg 12, im Friedhof ()                         | Friedhofskreuz | Erste Hälfte 19. Jahrhundert                                       | D-6-73-123-86 Wikidata |                |
| Oberfladungen Nähe Kirchberg, an der Kirchhofmauer ()              | Bildstock      | 1681                                                               | D-6-73-123-87 Wikidata |                |